# Melodifestivalen 2023

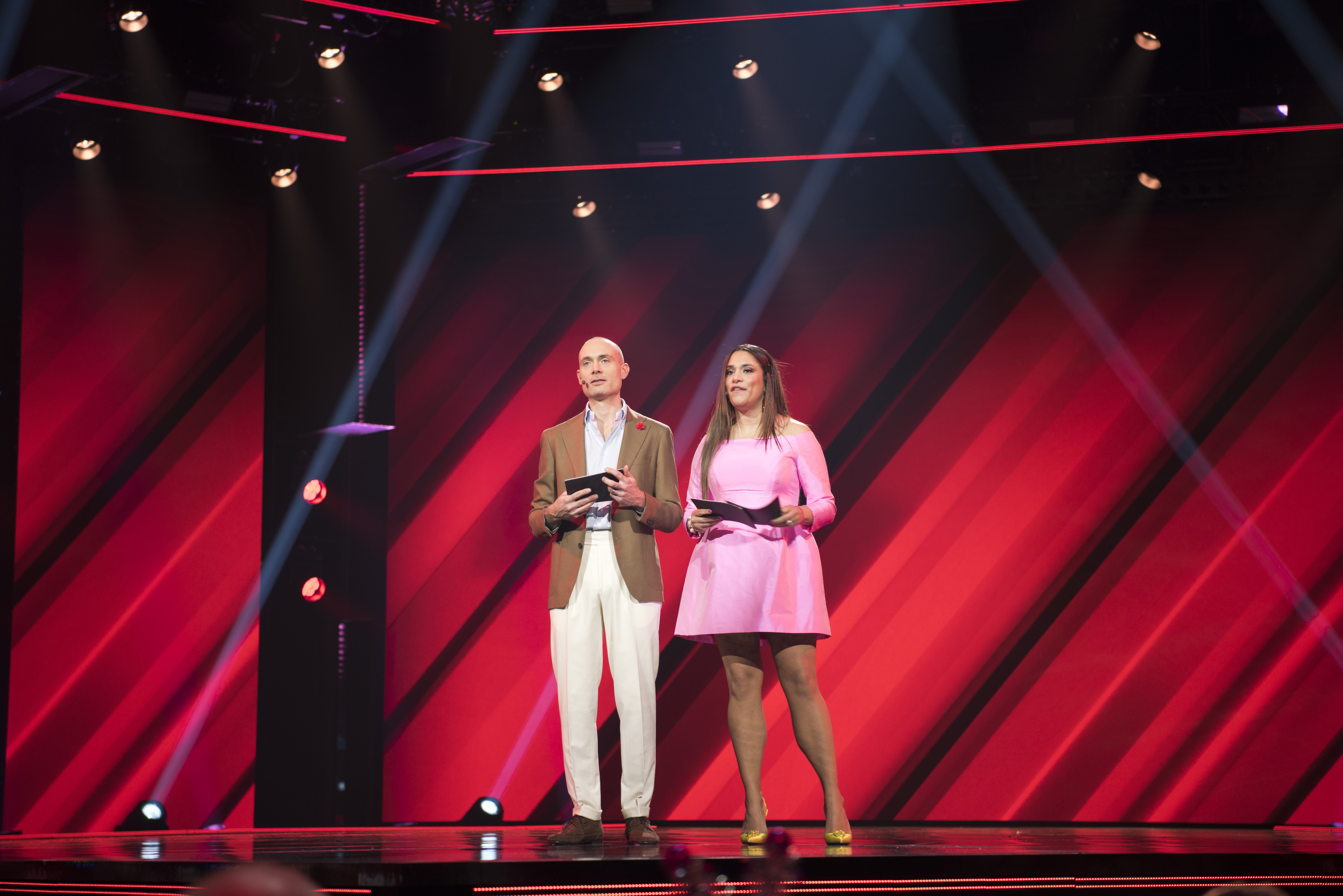
Farah Abadi och Jesper Rönndahl var programledare för Melodifestivalen 2023.

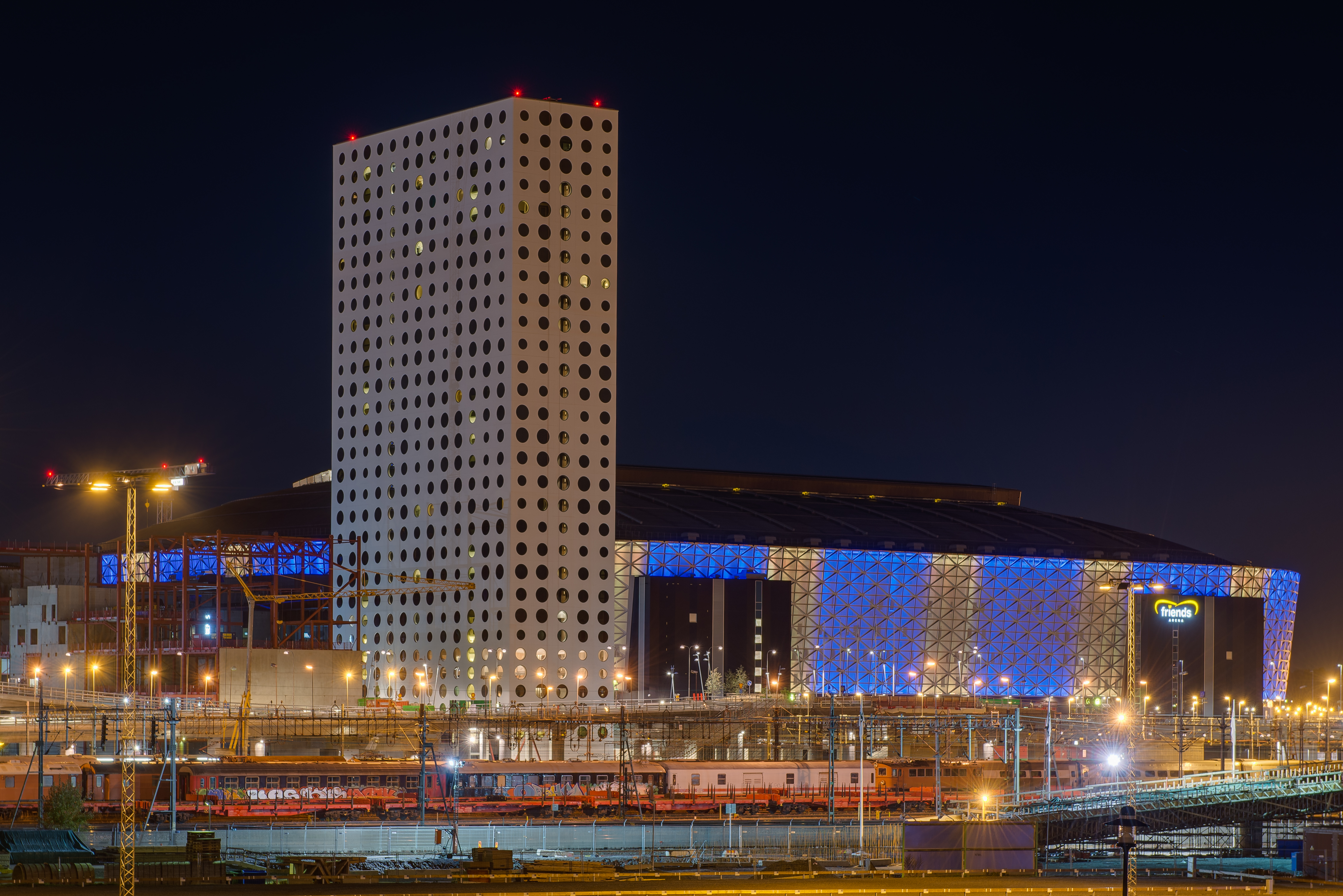
Finalen av Melodifestivalen 2023 hölls i arenan Friends Arena i Solna i Stockholm

Melodifestivalen 2023 var den 63:e upplagan av Melodifestivalen tillika Sveriges uttagning till Eurovision Song Contest 2023, som detta år arrangerades i Liverpool, Storbritannien. Tävlingen utgjordes av fyra deltävlingar med sju bidrag var, en semifinal och slutligen en final där vinnaren korades. Samtliga program producerades och direktsändes av SVT. Vinnare blev Loreen med bidraget Tattoo. Farah Abadi och Jesper Rönndahl var programledare.

## Turné
Tävlingen arrangerades för första gången sedan 2020 som en turné runt om i Sverige med fyra deltävlingar och en semifinal innan finalen hålls. De städer som var tänkta som värdstäder för Melodifestivalen 2022, då turnén blev inställd på grund av covid-19-pandemin, fick istället vara värdar för 2023 års upplaga.
Anders Wistbacka var projektledare för Melodifestivalen 2023. Exekutiv producent var Christel Tholse Willers, producenter var Daniel Edvardsson, Lotta Furebäck och Karin Gunnarsson och redaktör var Sarah Schomaker Elofsson.[källa behövs]

## Deltävlingarna
| Återkommande artister                  | Återkommande artister                            | Återkommande artister |
| Artist                                 | Tidigare år (plac.)                              | Tidigare år (plac.)   |
| Artist                                 | Mel.                                             | ESC                   |
| -------------------------------------- | ------------------------------------------------ | --------------------- |
| Axel Schylström                        | 2017 (5:e AC)                                    | –                     |
| Eva Rydberg (Duett med Ewa Roos)       | 1977 (7:e) 2021 (5:e AC)                         | –                     |
| Ewa Roos (Duett med Eva Rydberg)       | 2021 (5:e AC)                                    | –                     |
| Jon Henrik Fjällgren                   | 2015 (2:a) 2017 (3:e) 2019 (4:e)                 | –                     |
| Loreen                                 | 2011 (5:e AC) 2012 (1:a) 2017 (6:e AC)           | 2012 (1:a)            |
| Loulou Lamotte                         | 2013 (4:e AC) (2019 (1:a)) 2020 (1:a) 2021 (3:e) | (2019 (5:a)) 2020 (–) |
| Mariette                               | 2015 (3:e) 2017 (4:e) 2018 (5:e) 2020 (10:e)     | –                     |
| Nordman                                | 2005 (9:e) 2008 (6:e)                            | –                     |
| Panetoz                                | 2014 (9:e) 2016 (8:e)                            | –                     |
| Paul Rey                               | 2020 (6:e) 2021 (12:e)                           | –                     |
| Theoz                                  | 2022 (7:e)                                       | –                     |
| Tone Sekelius                          | 2022 (5:e)                                       | –                     |
| Victor Crone                           | 2015 (8:e AC) 2020 (9:e)                         | 2019 (20:e)           |
| Wiktoria Johansson                     | 2016 (4:e) 2017 (6:e) 2019 (6:e)                 | –                     |
| 1. 2. 3. 4. 5. 6. 7. 8. 9. 10. 11. 12. |                                                  |                       |

### Deltävling 1

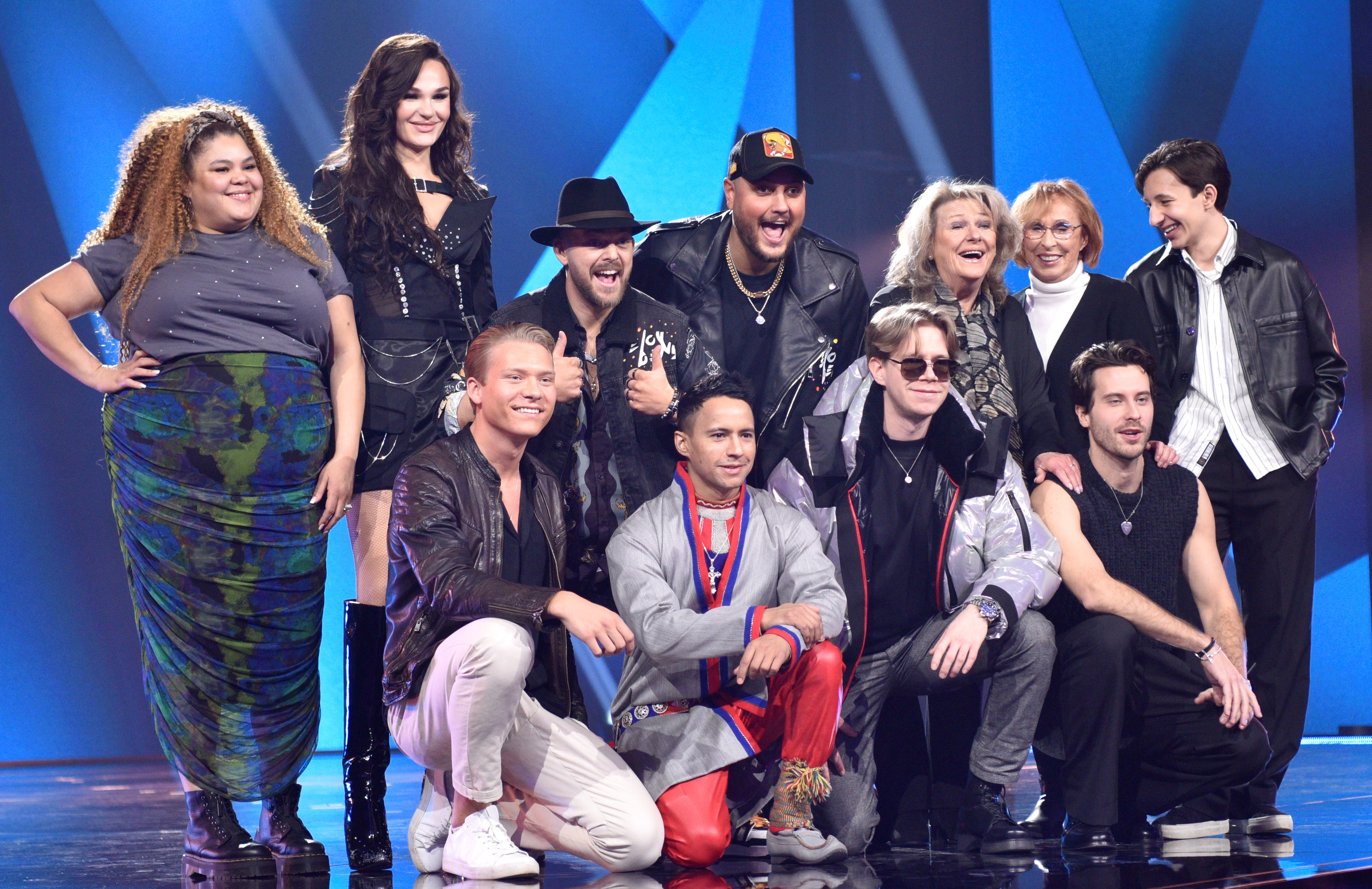
Deltagarna i deltävling 1.

Deltävlingen hölls i Scandinavium i Göteborg lördagen den 4 februari 2023.

#### Startfält
| Nr | Artist                                           | Bidrag                  | Text och musik |
| -- | ------------------------------------------------ | ----------------------- | --- |
| 1  | Tone Sekelius                                    | Rhythm of My Show       | Anderz Wrethov, Dino Medanhodzic, Jimmy "Joker" Thörnfeldt, Tone Sekelius                                                    |
| 2  | Loulou Lamotte                                   | Inga sorger             | Jonas Thander, Loulou LaMotte                                                                                                |
| 3  | Rejhan                                           | Haunted                 | Albin Johnsén, Mattias Andréasson, Pontus Söderman, Tilde Wrigsell                                                           |
| 4  | Elov & Beny                                      | Raggen går              | Johan Werner, Kristian Wejshag, Mattias Elovsson, Oscar Kilenius, Tim Larsson                                                |
| 5  | Victor Crone                                     | Diamonds                | David Lindgren Zacharias, Peter Kvint, Victor Crone                                                                          |
| 6  | Eva Rydberg och Ewa Roos                         | Länge leve livet        | Emil Vaker, Henric Pierroff, Kalle Rydberg                                                                                   |
| 7  | Jon Henrik Fjällgren, Arc North feat. Adam Woods | Where You Are (Sávežan) | Arc North, Calle Hellberg, Jon Henrik Fjällgren, Joy Deb, Oliver Belvelin, Richard Lästh, Tobias Lundgren, William Segerdahl |

Galleri från deltävling 1
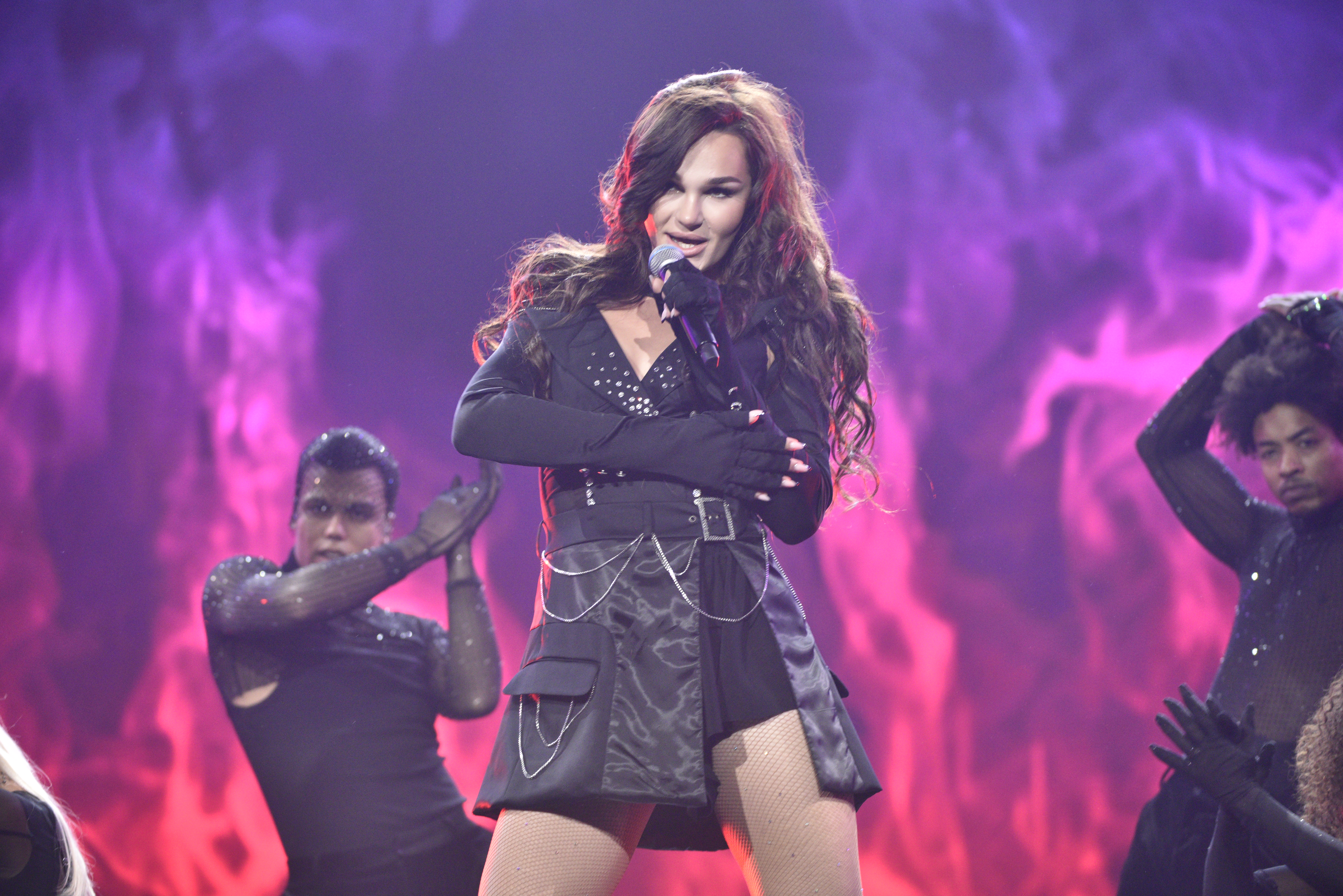
1. Tone Sekelius
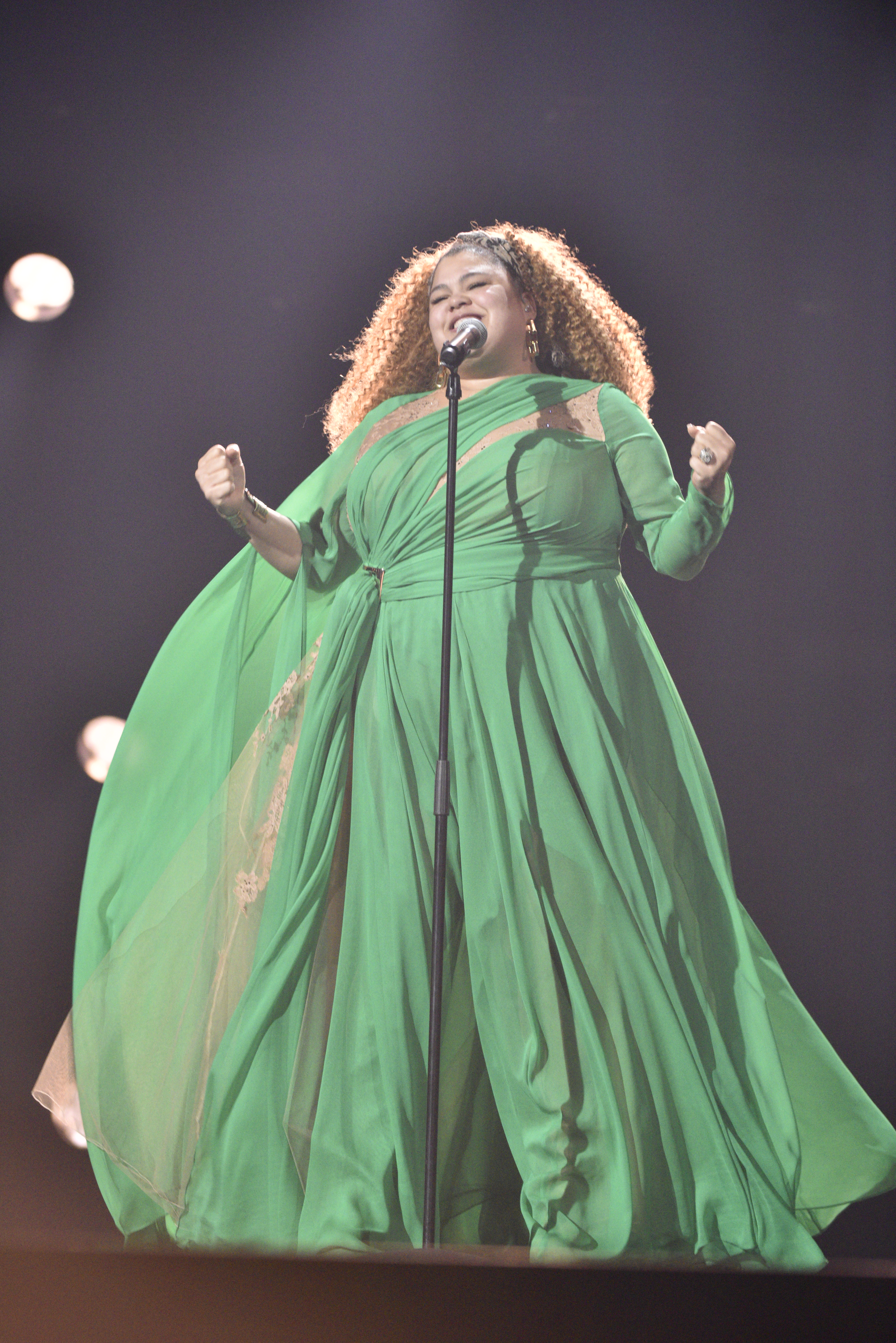
2. Loulou Lamotte
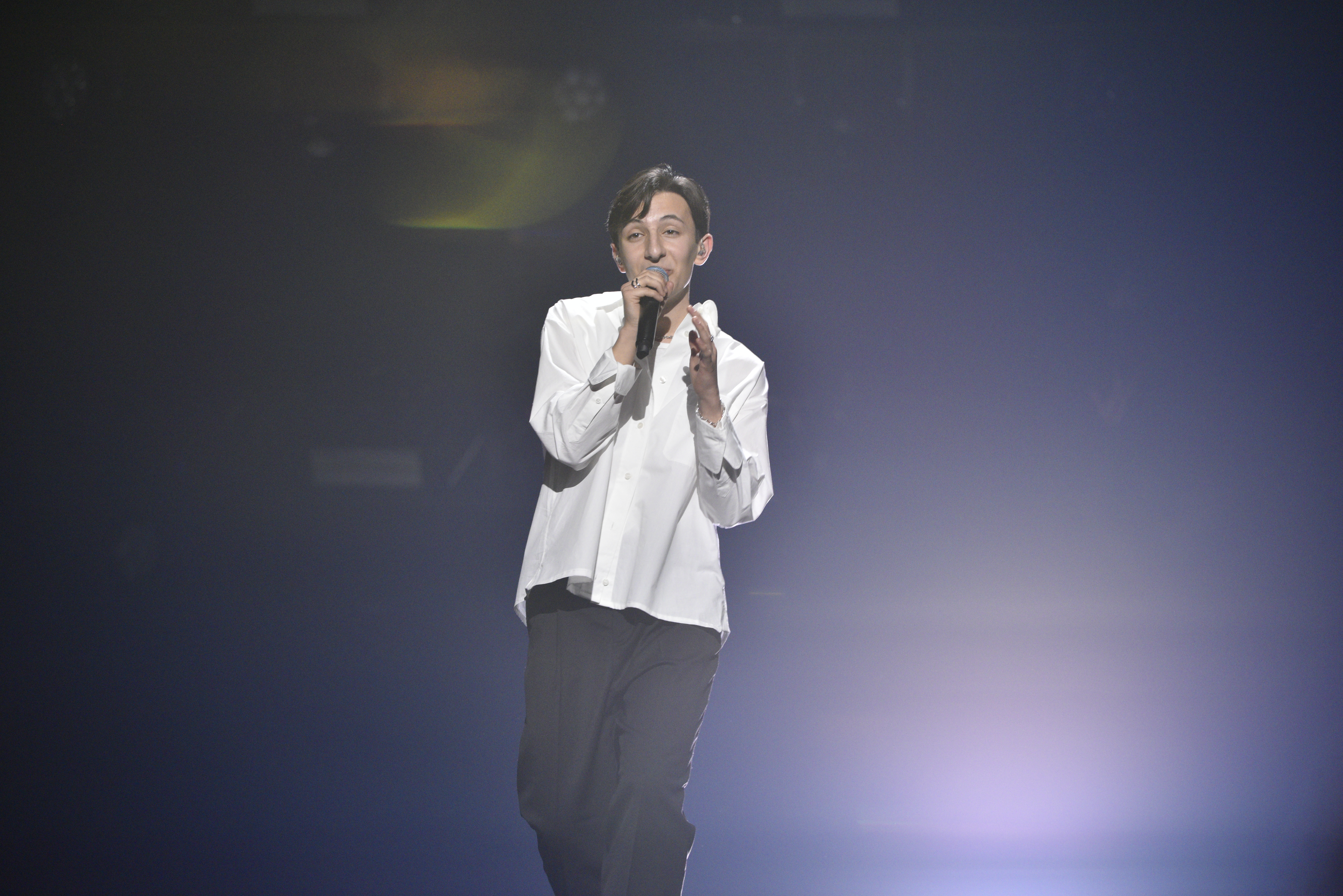
3. Rejhan
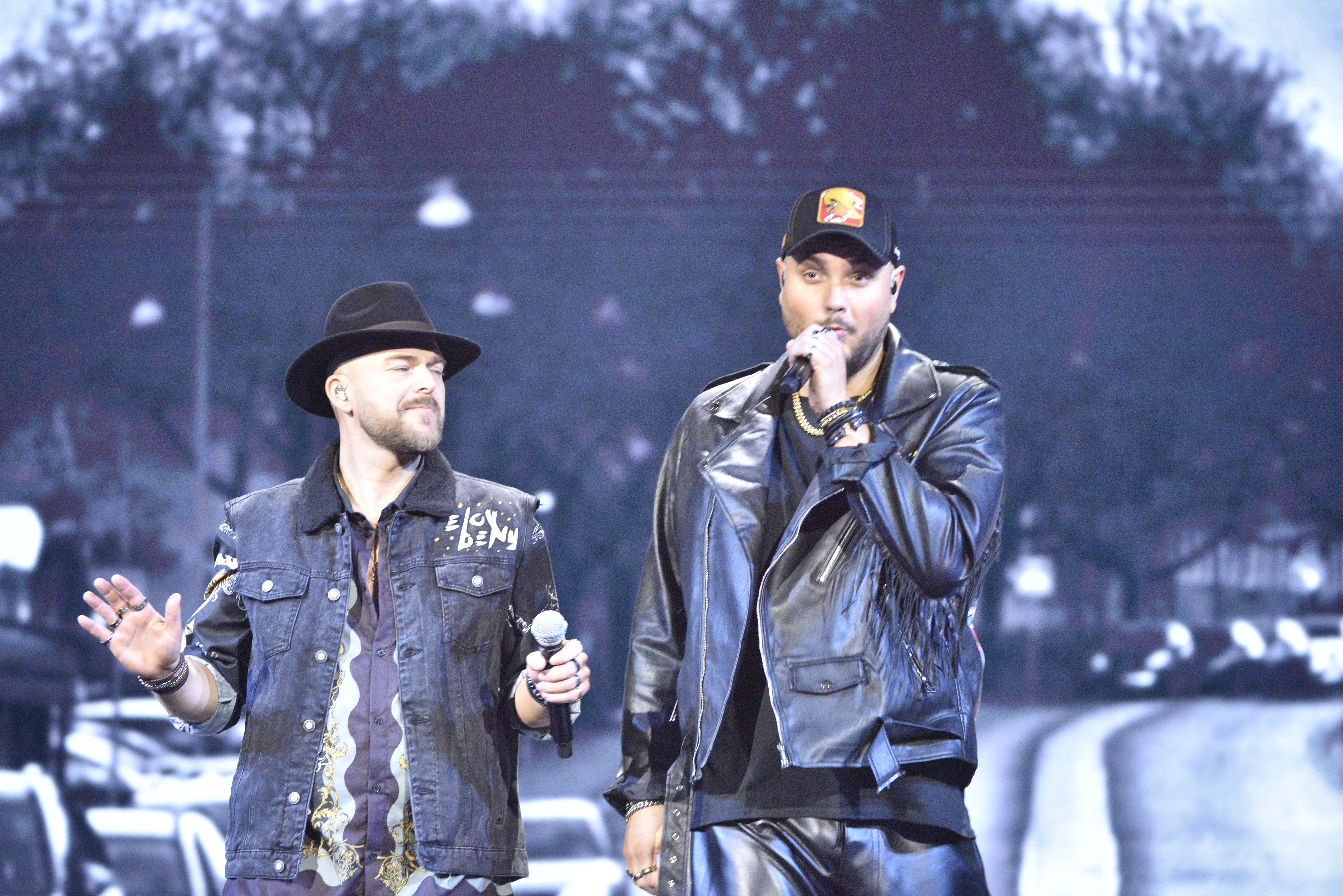
4. Elov & Beny
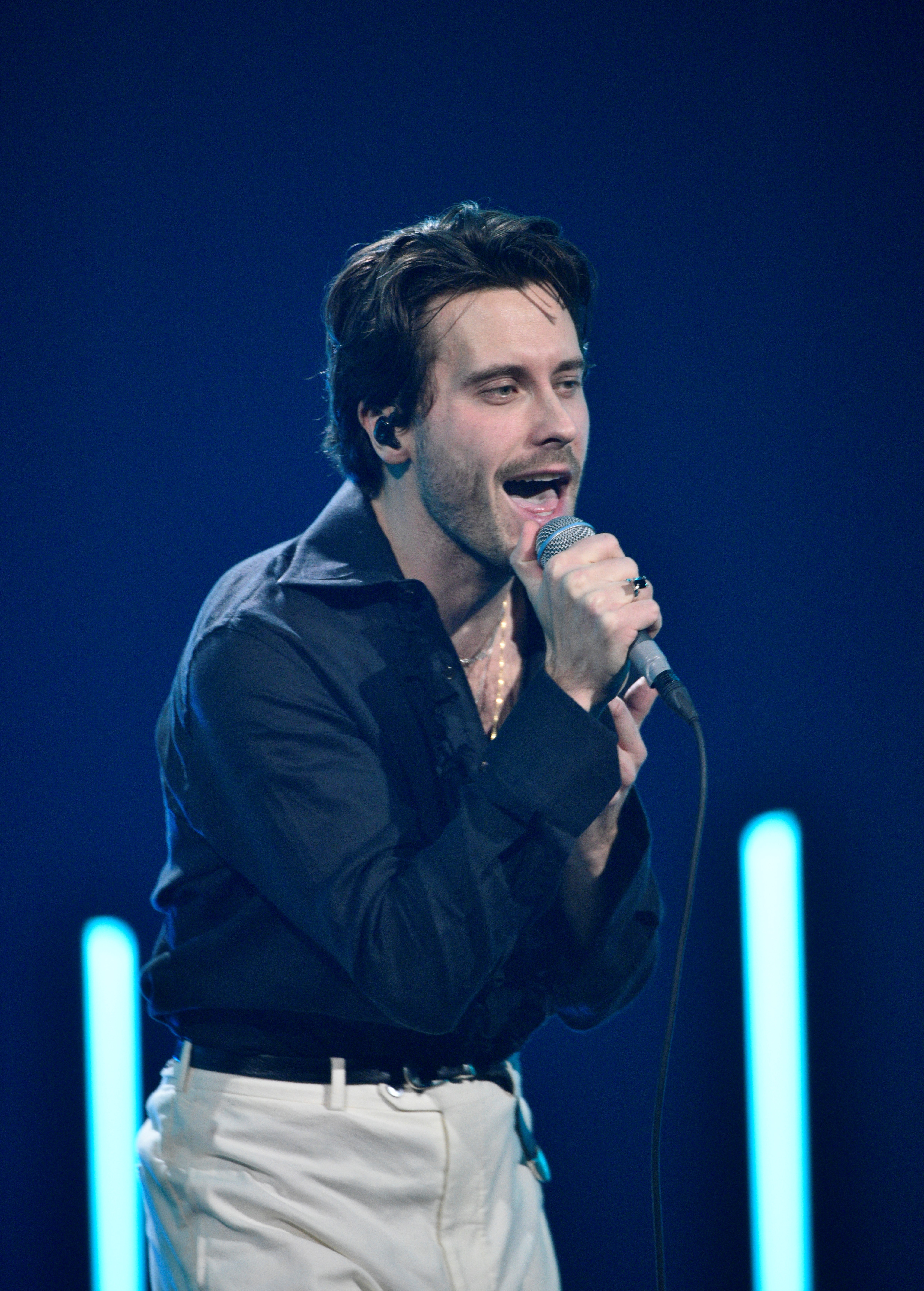
5. Victor Crone
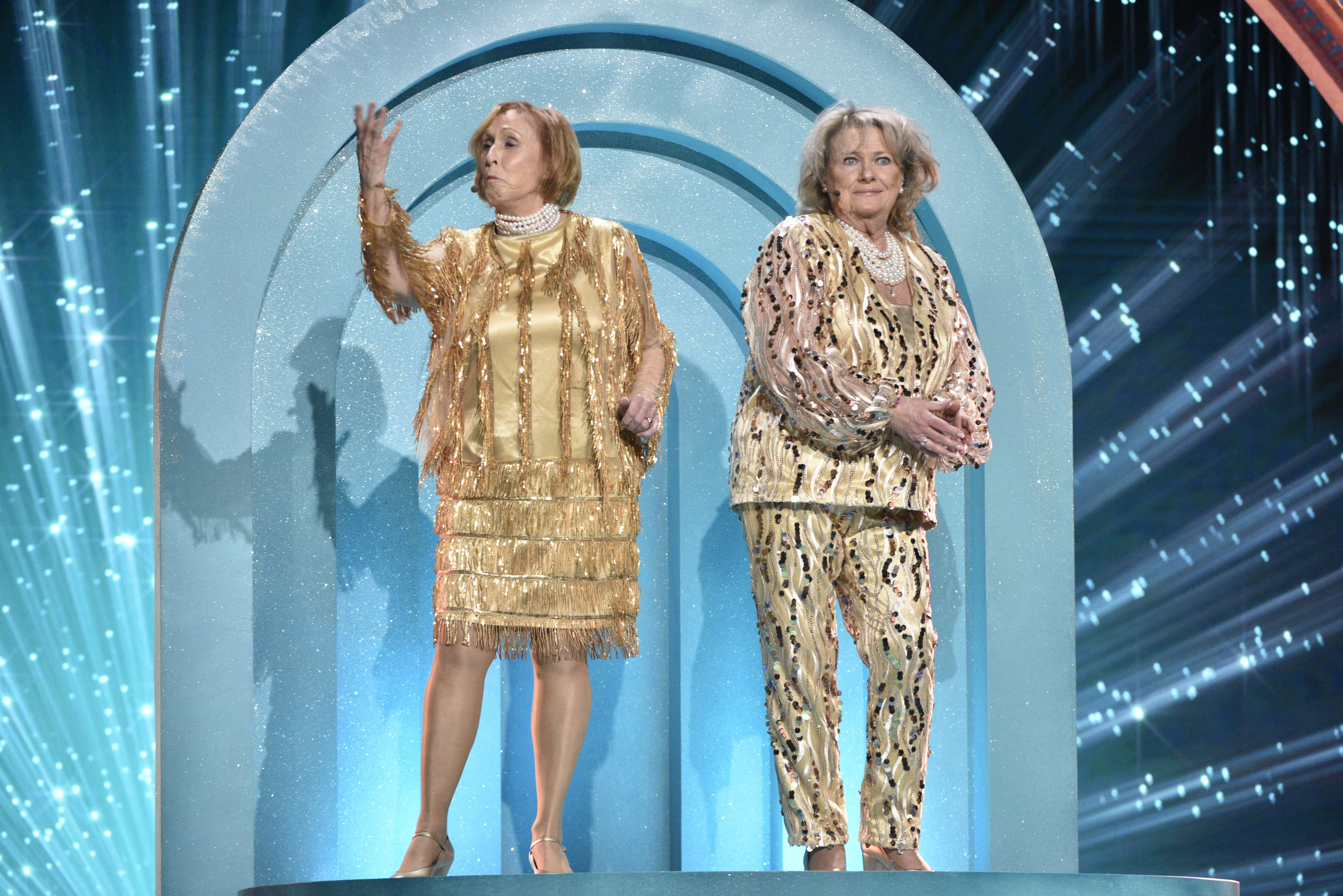
6. Eva Rydberg och Ewa Roos
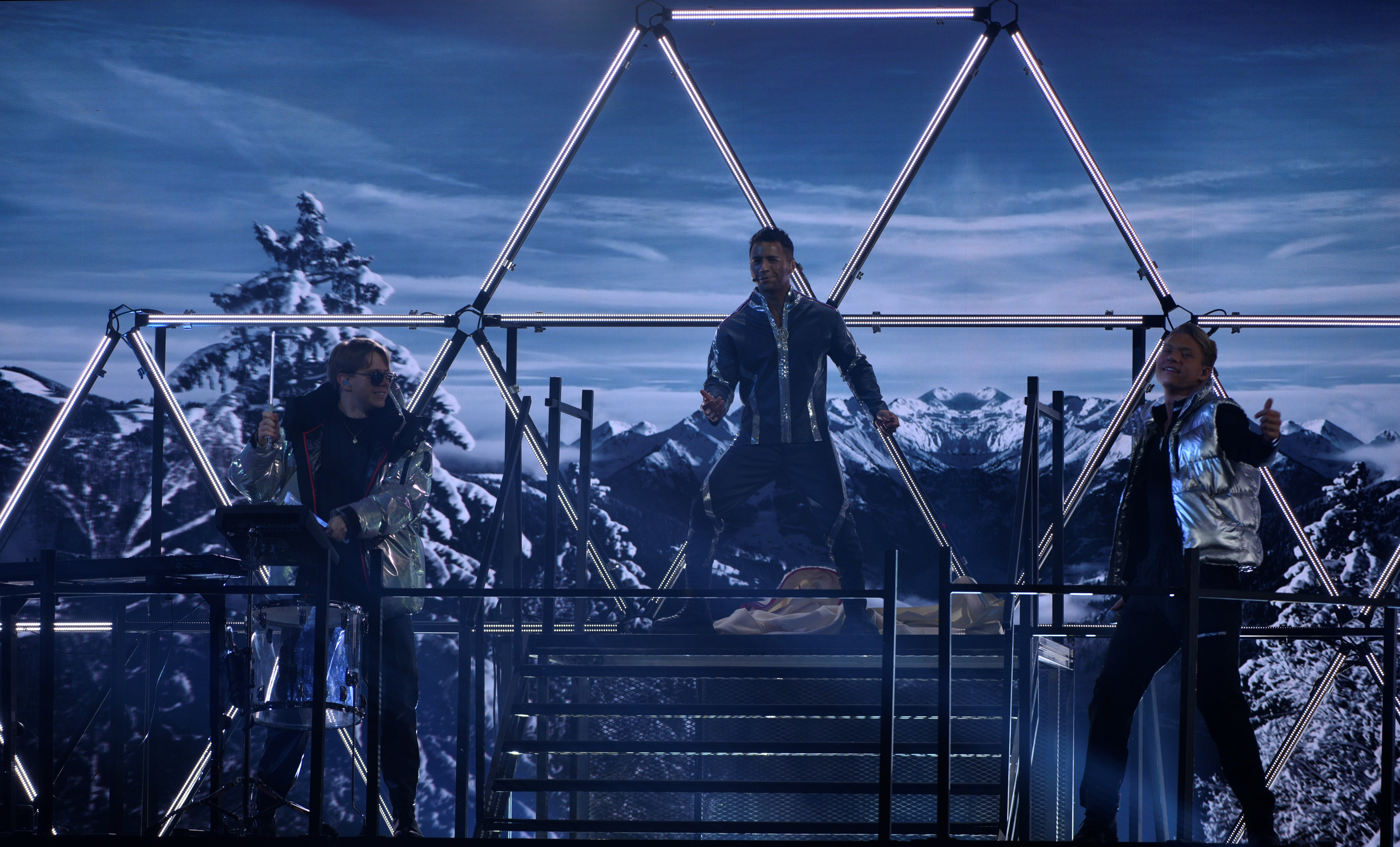
7. Jon Henrik Fjällgren, Arc North feat. Adam Woods

#### Resultat
| Nr | Bidrag                  | Omgång 1  | Omgång 2                                                 | Omgång 2                                                 | Omgång 2                                                 | Omgång 2                                                 | Omgång 2                                                 | Omgång 2                                                 | Omgång 2                                                 | Omgång 2                                                 | Omgång 2                                                 | Omgång 2                                                 | Plac. | Anmärkning     |
| Nr | Bidrag                  | Röster    | Röster                                                   | 3–9                                                      | 10–15                                                    | 16–29                                                    | 30–44                                                    | 45–59                                                    | 60–74                                                    | 75+                                                      | Tel.                                                     | Summa                                                    | Plac. | Anmärkning     |
| -- | ----------------------- | --------- | -------------------------------------------------------- | -------------------------------------------------------- | -------------------------------------------------------- | -------------------------------------------------------- | -------------------------------------------------------- | -------------------------------------------------------- | -------------------------------------------------------- | -------------------------------------------------------- | -------------------------------------------------------- | -------------------------------------------------------- | ----- | -------------- |
| 1  | Rhythm of My Show       | 1 087 127 | 803 948                                                  | 12                                                       | 12                                                       | 12                                                       | 12                                                       | 12                                                       | 12                                                       | 10                                                       | 12                                                       | 94                                                       | 2     | Till final     |
| 2  | Inga sorger             | 754 498   | 363 254                                                  | 1                                                        | 1                                                        | 1                                                        | 5                                                        | 8                                                        | 8                                                        | 5                                                        | 3                                                        | 32                                                       | 6     | Utröstad       |
| 3  | Haunted                 | 884 660   | 460 003                                                  | 5                                                        | 8                                                        | 10                                                       | 3                                                        | 3                                                        | 1                                                        | 1                                                        | 1                                                        | 32                                                       | 5     | Utröstad       |
| 4  | Raggen går              | 821 418   | 467 605                                                  | 8                                                        | 3                                                        | 3                                                        | 8                                                        | 5                                                        | 5                                                        | 3                                                        | 8                                                        | 43                                                       | 4     | Till semifinal |
| 5  | Diamonds                | 1 012 655 | 625 862                                                  | 10                                                       | 10                                                       | 8                                                        | 10                                                       | 10                                                       | 10                                                       | 12                                                       | 10                                                       | 80                                                       | 3     | Till semifinal |
| 6  | Länge leve livet        | 788 433   | 430 366                                                  | 3                                                        | 5                                                        | 5                                                        | 1                                                        | 1                                                        | 3                                                        | 8                                                        | 5                                                        | 31                                                       | 7     | Utröstad       |
| 7  | Where You Are (Sávežan) | 1 352 492 | Melodin vann omgång 1 och tävlade därmed inte i omgång 2 | Melodin vann omgång 1 och tävlade därmed inte i omgång 2 | Melodin vann omgång 1 och tävlade därmed inte i omgång 2 | Melodin vann omgång 1 och tävlade därmed inte i omgång 2 | Melodin vann omgång 1 och tävlade därmed inte i omgång 2 | Melodin vann omgång 1 och tävlade därmed inte i omgång 2 | Melodin vann omgång 1 och tävlade därmed inte i omgång 2 | Melodin vann omgång 1 och tävlade därmed inte i omgång 2 | Melodin vann omgång 1 och tävlade därmed inte i omgång 2 | Melodin vann omgång 1 och tävlade därmed inte i omgång 2 | 1     | Till final     |

#### Siffror
- Antal TV-tittare: 2 912 000
- SVT Play-tittare: 300 882
  - Varav antal röstande: 525 532
- Antal tittarröster: 9 852 321
- Summa pengar insamlad till Radiohjälpen: 425 813 kronor

### Deltävling 2

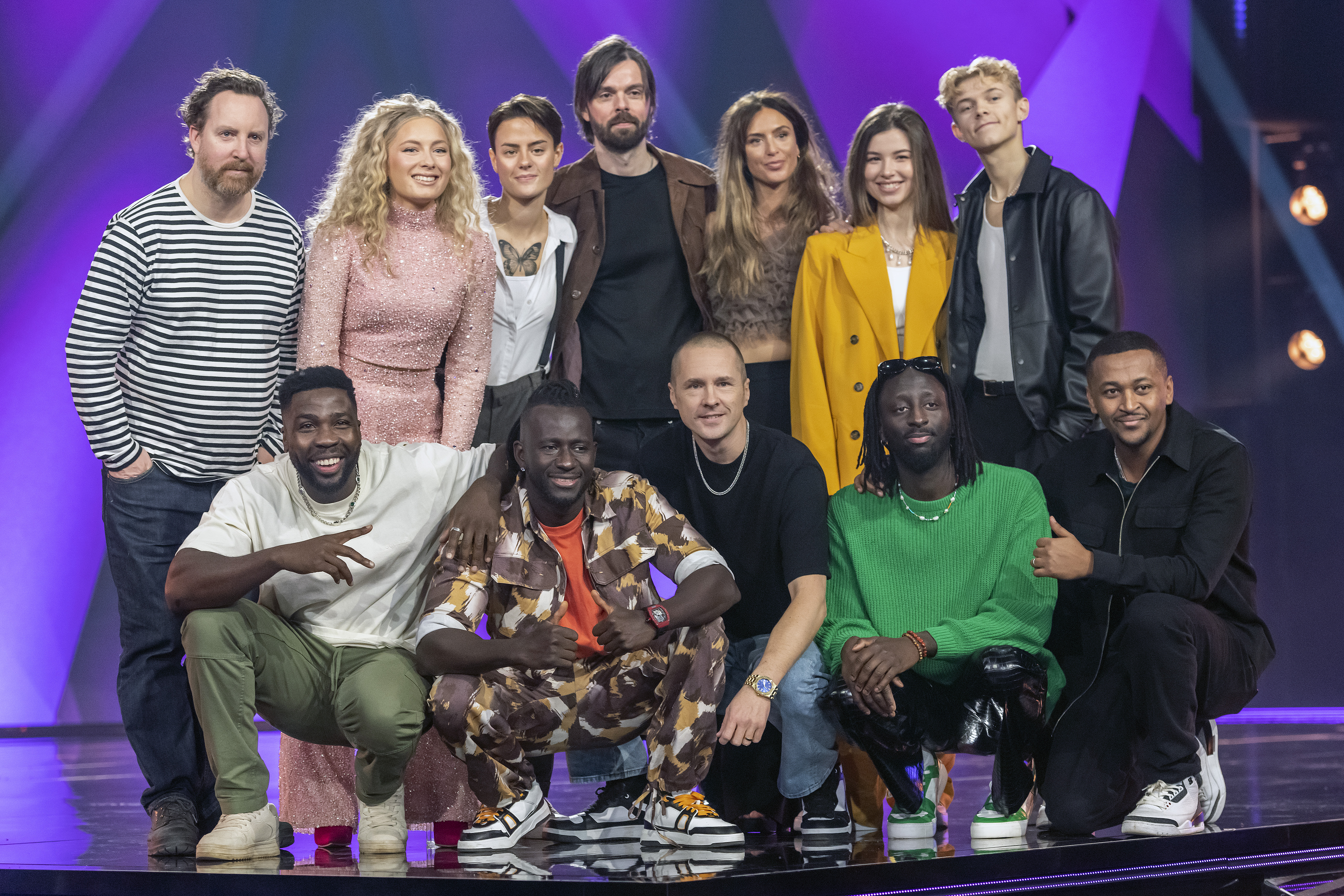
Deltagarna i deltävling 2.

Deltävlingen hölls i Saab Arena i Linköping lördag 11 februari 2023.

#### Startfält
| Nr | Artist          | Bidrag                            | Text och musik                                                                                             |
| -- | --------------- | --------------------------------- | --- |
| 1  | Wiktoria        | All My Life (Where Have You Been) | Herman Gardarfve, Melanie Wehbe, Patrik Jean, Wiktoria Johansson                                           |
| 2  | Eden            | Comfortable                       | Benjamin Rosenbohm, Eden Alm, Emil Adler Lei, Julie Aagaard                                                |
| 3  | Uje Brandelius  | Grytan                            | Uje Brandelius                                                                                             |
| 4  | Panetoz         | On My Way                         | Anders Wigelius, Daniel Nzinga, Jimmy Jansson, Nebeyu Baheru, Njol Badjie, Pa Modou Badjie, Robert Norberg |
| 5  | Tennessee Tears | Now I Know                        | Anderz Wrethov, Jonas Hermansson, Thomas Stengaard, Tilda Feuk                                             |
| 6  | Maria Sur       | Never Give Up                     | Anderz Wrethov, Laurell Barker                                                                             |
| 7  | Theoz           | Mer av dig                        | Axel Schylström, Jakob Redtzer, Peter Boström, Thomas G:son                                                |

Galleri från deltävling 2
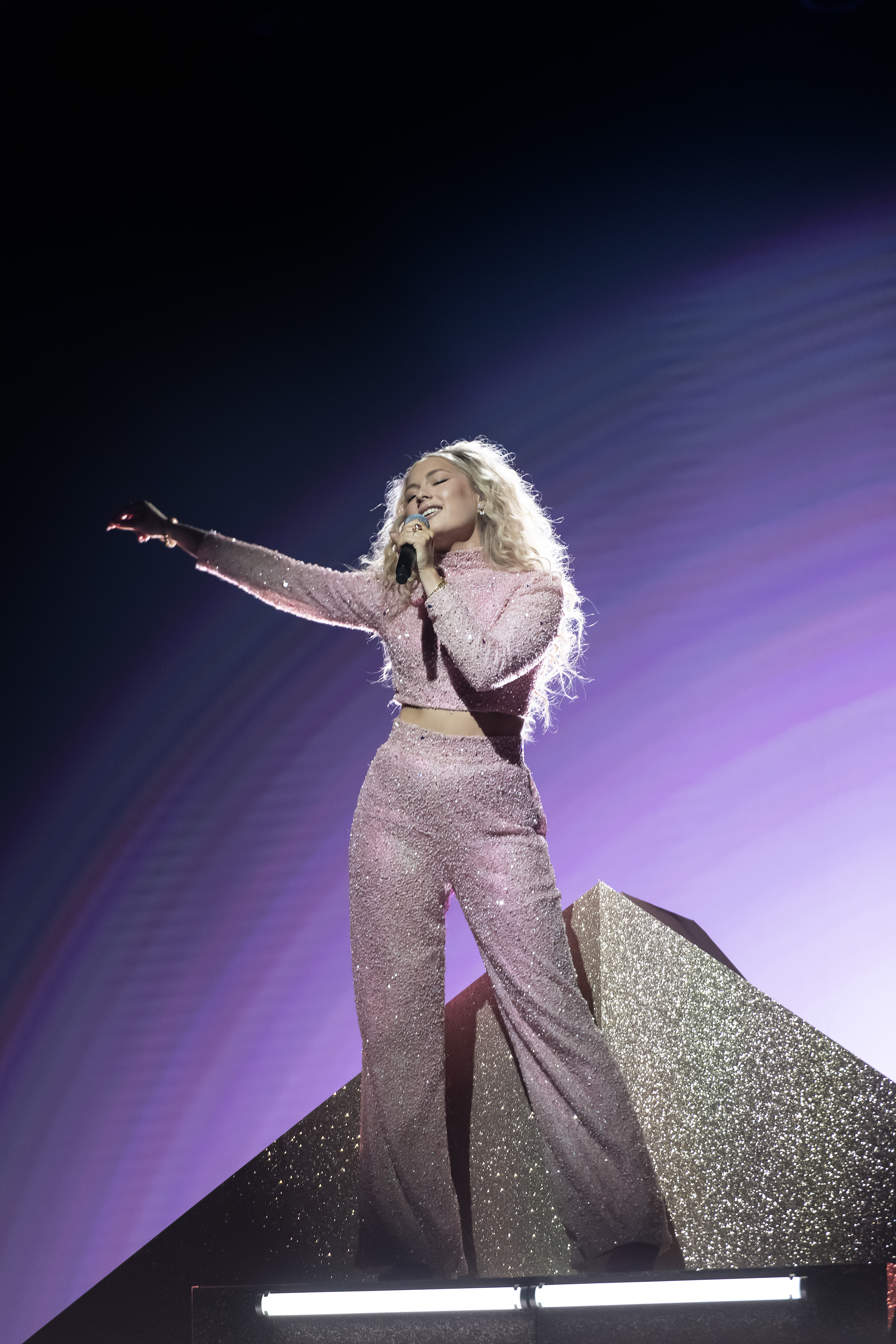
1. Wiktoria
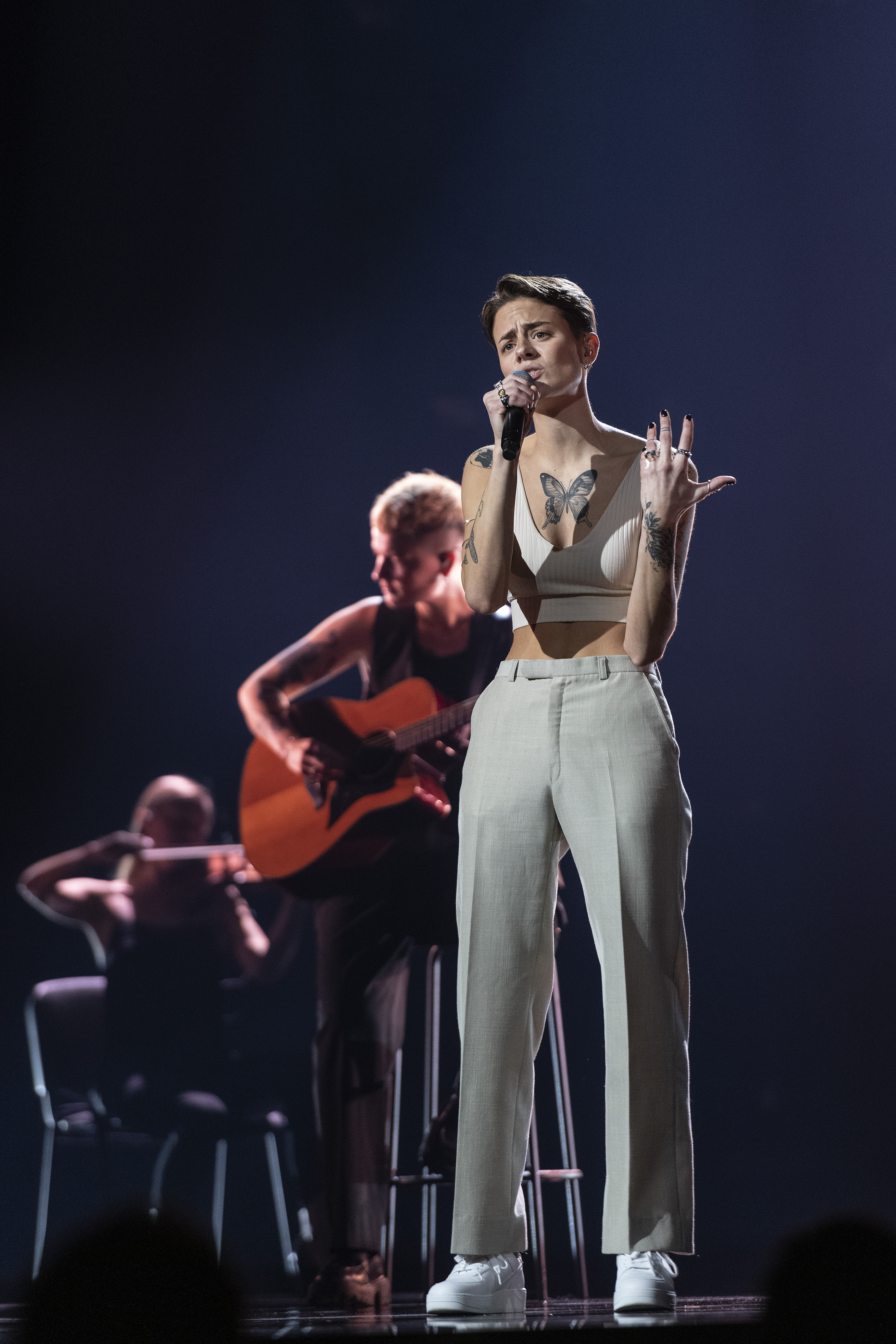
2. Eden
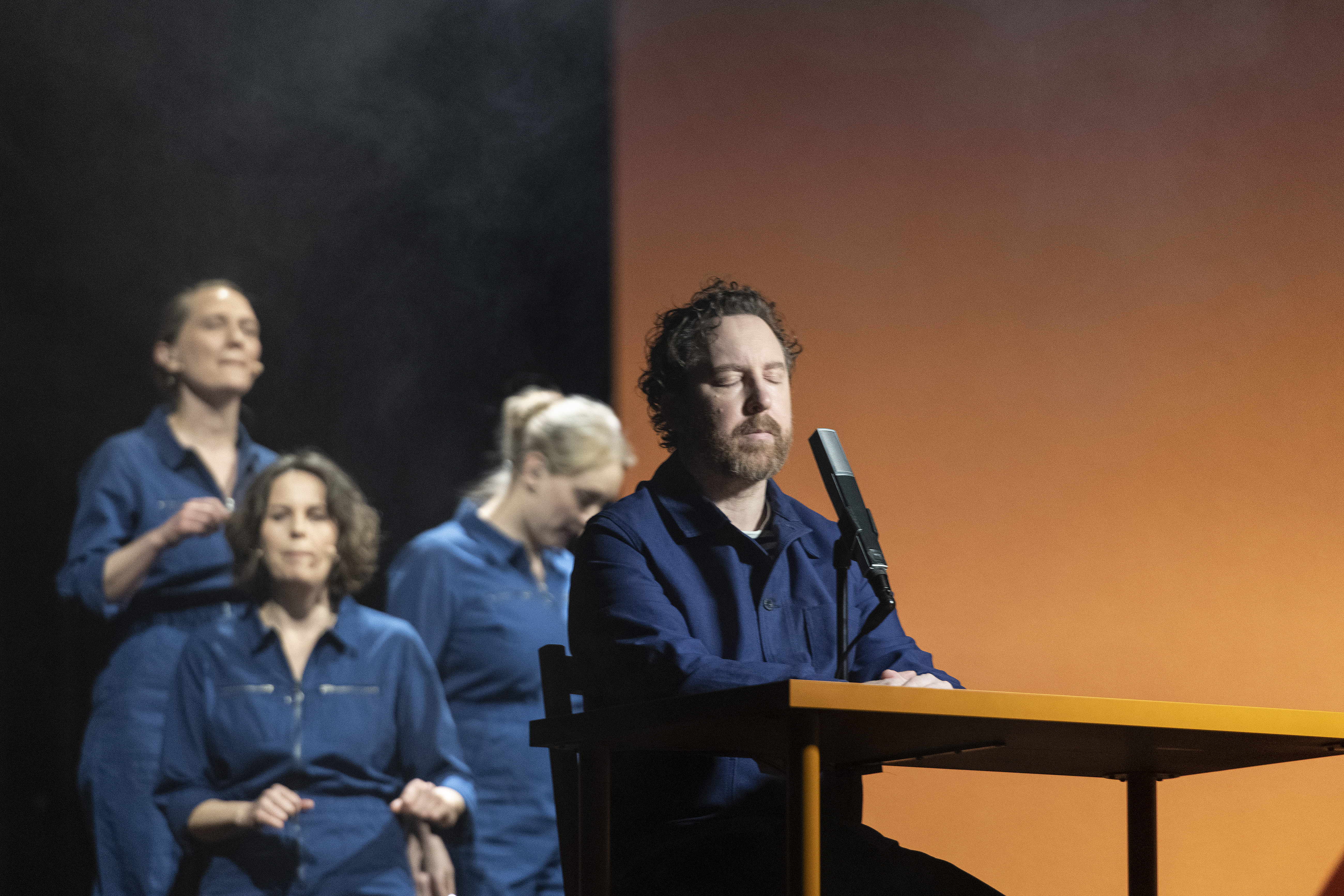
3. Uje Brandelius
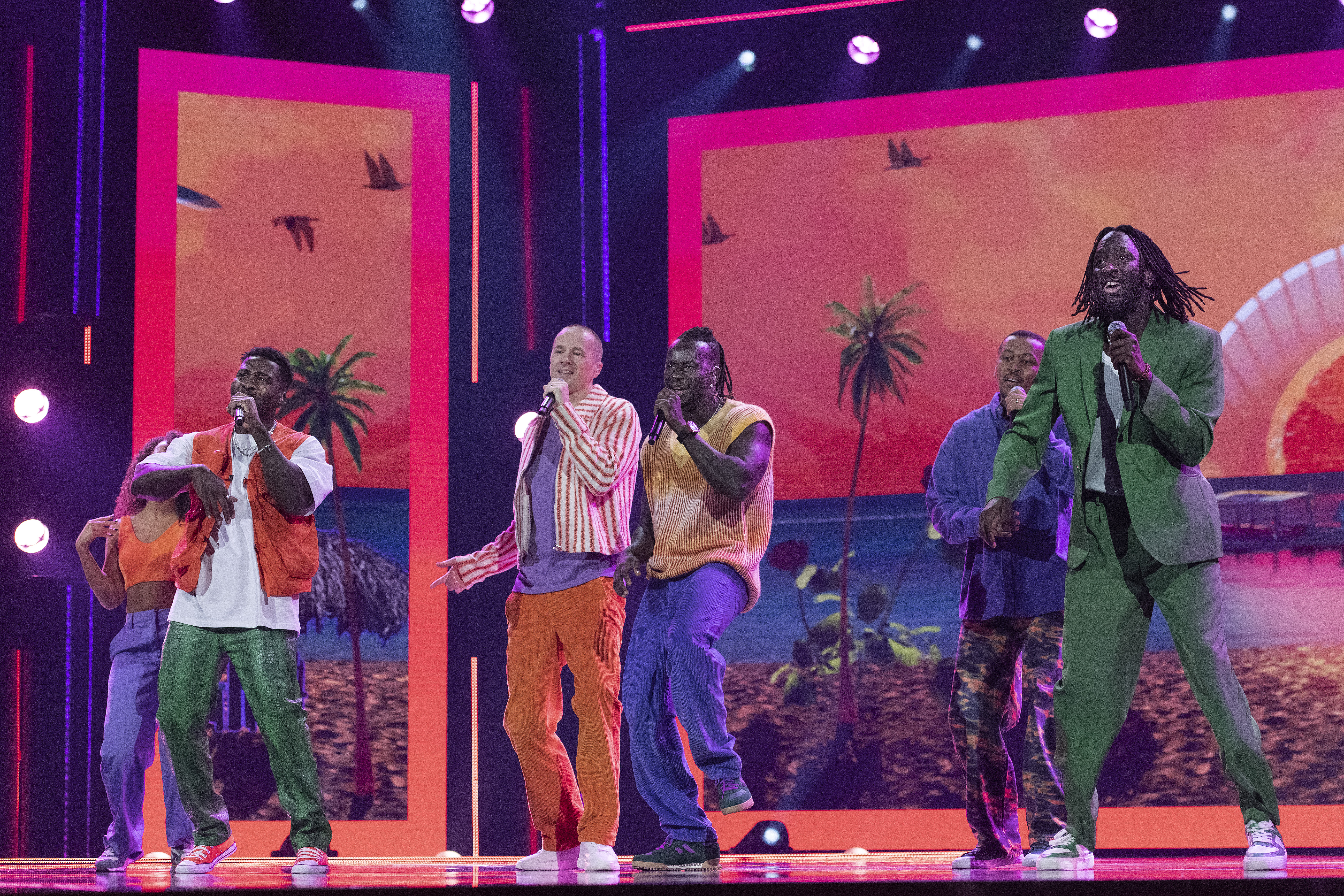
4. Panetoz
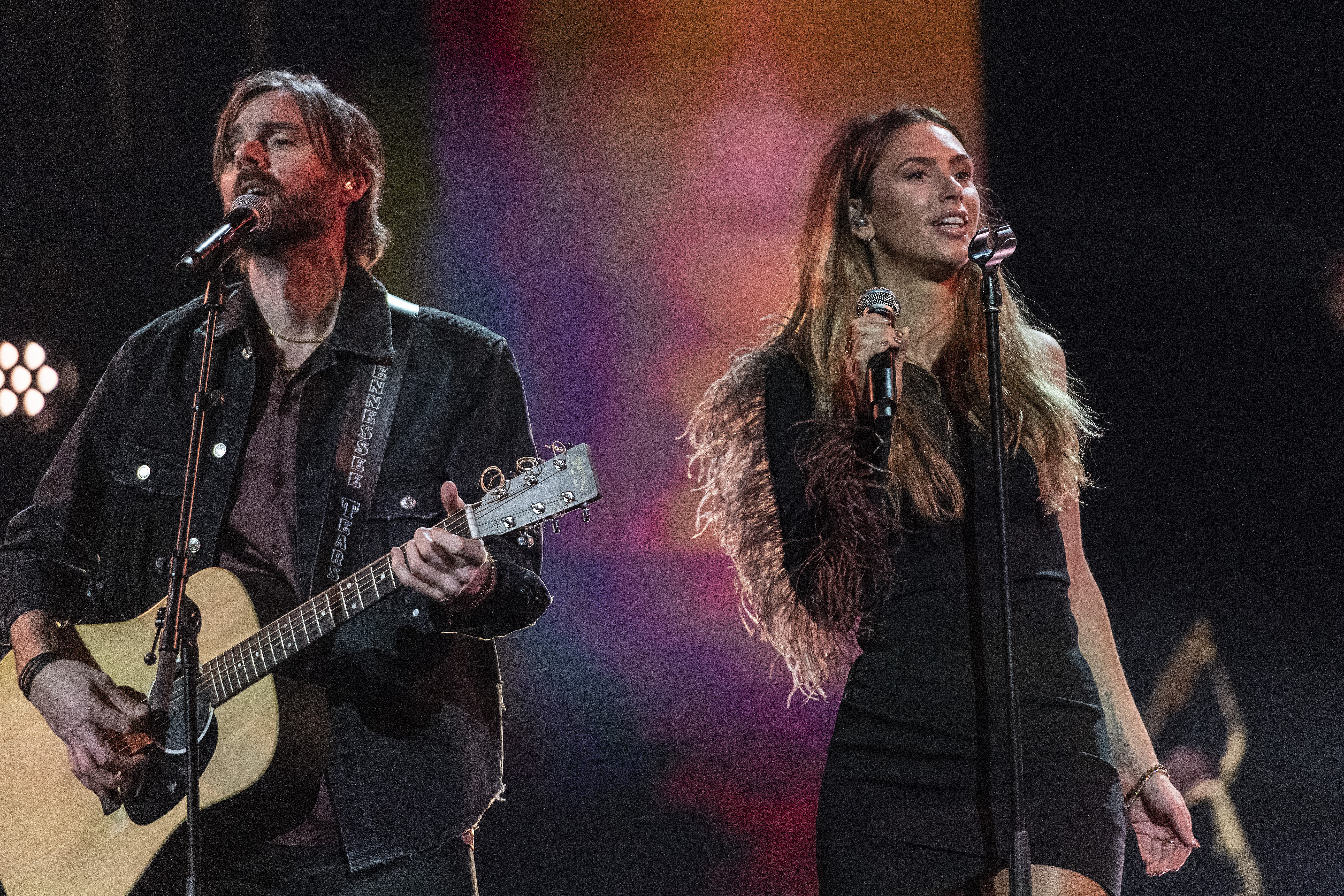
5. Tennessee Tears
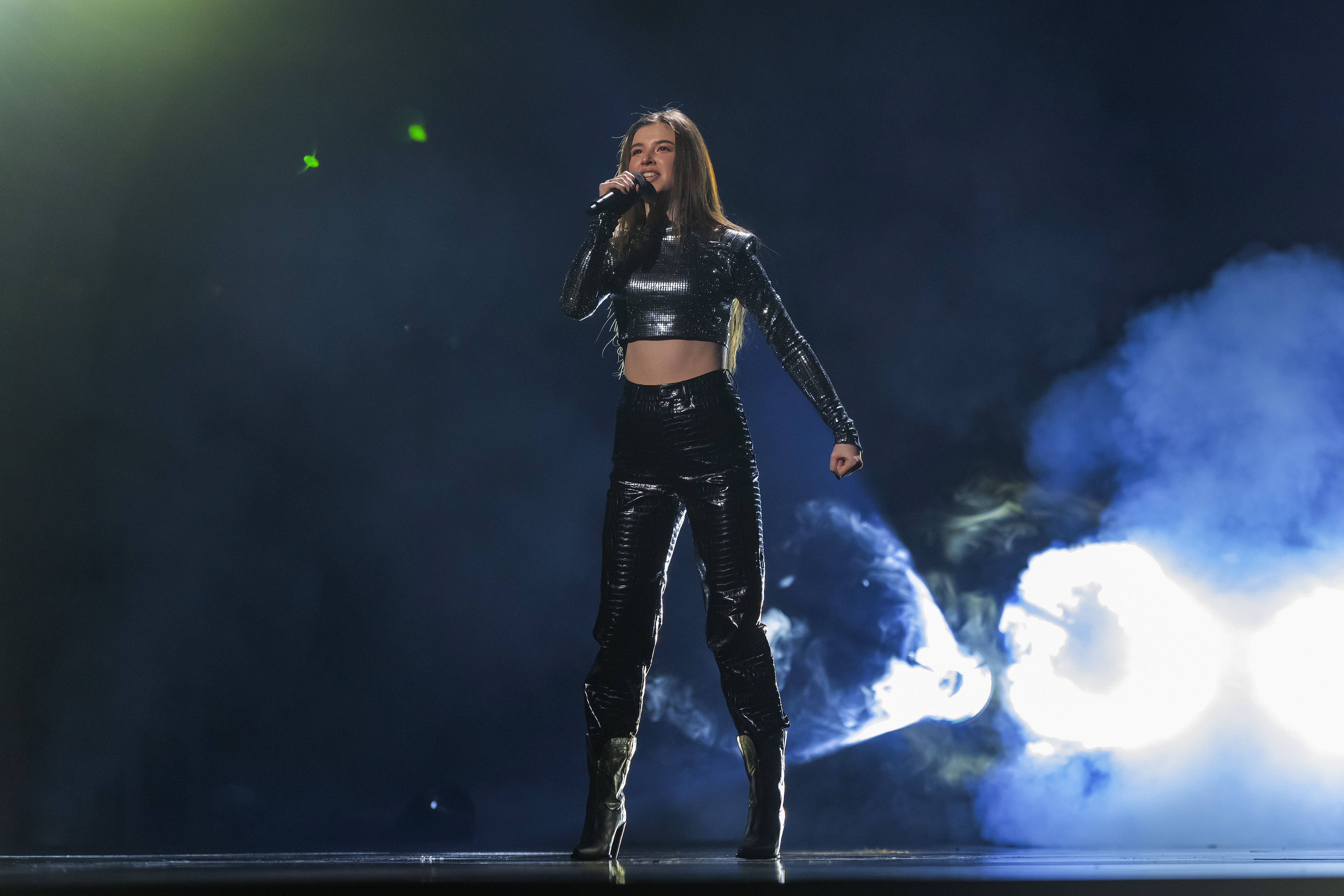
6. Maria Sur
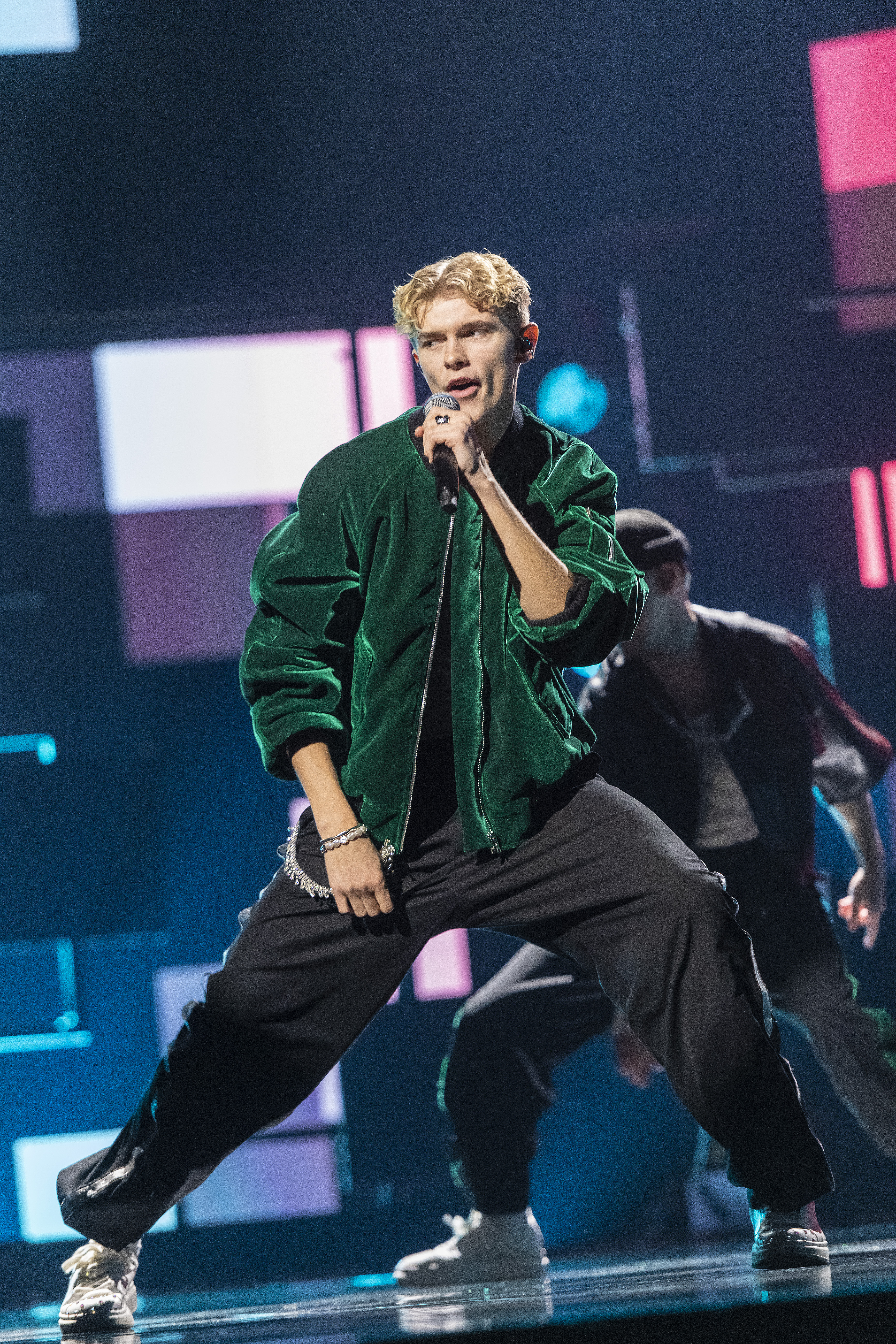
7. Theoz

#### Resultat
| Nr | Bidrag                            | Omgång 1  | Omgång 2                                                 | Omgång 2                                                 | Omgång 2                                                 | Omgång 2                                                 | Omgång 2                                                 | Omgång 2                                                 | Omgång 2                                                 | Omgång 2                                                 | Omgång 2                                                 | Omgång 2                                                 | Plac. | Anmärkning     |
| Nr | Bidrag                            | Röster    | Röster                                                   | 3–9                                                      | 10–15                                                    | 16–29                                                    | 30–44                                                    | 45–59                                                    | 60–74                                                    | 75+                                                      | Tel.                                                     | Summa                                                    | Plac. | Anmärkning     |
| -- | --------------------------------- | --------- | -------------------------------------------------------- | -------------------------------------------------------- | -------------------------------------------------------- | -------------------------------------------------------- | -------------------------------------------------------- | -------------------------------------------------------- | -------------------------------------------------------- | -------------------------------------------------------- | -------------------------------------------------------- | -------------------------------------------------------- | ----- | -------------- |
| 1  | All My Life (Where Have You Been) | 1 057 852 | 520 646                                                  | 8                                                        | 8                                                        | 8                                                        | 5                                                        | 5                                                        | 5                                                        | 5                                                        | 3                                                        | 47                                                       | 5     | Utröstad       |
| 2  | Comfortable                       | 608 948   | 218 298                                                  | 3                                                        | 3                                                        | 1                                                        | 1                                                        | 1                                                        | 1                                                        | 1                                                        | 1                                                        | 12                                                       | 7     | Utröstad       |
| 3  | Grytan                            | 585 684   | 277 599                                                  | 1                                                        | 1                                                        | 3                                                        | 3                                                        | 3                                                        | 3                                                        | 3                                                        | 5                                                        | 22                                                       | 6     | Utröstad       |
| 4  | On My Way                         | 1 333 786 | 784 687                                                  | 10                                                       | 12                                                       | 12                                                       | 10                                                       | 12                                                       | 10                                                       | 10                                                       | 8                                                        | 84                                                       | 2     | Till final     |
| 5  | Now I Know                        | 1 001 348 | 500 652                                                  | 5                                                        | 5                                                        | 5                                                        | 8                                                        | 10                                                       | 12                                                       | 12                                                       | 12                                                       | 69                                                       | 4     | Till semifinal |
| 6  | Never Give Up                     | 1 346 229 | Melodin vann omgång 1 och tävlade därmed inte i omgång 2 | Melodin vann omgång 1 och tävlade därmed inte i omgång 2 | Melodin vann omgång 1 och tävlade därmed inte i omgång 2 | Melodin vann omgång 1 och tävlade därmed inte i omgång 2 | Melodin vann omgång 1 och tävlade därmed inte i omgång 2 | Melodin vann omgång 1 och tävlade därmed inte i omgång 2 | Melodin vann omgång 1 och tävlade därmed inte i omgång 2 | Melodin vann omgång 1 och tävlade därmed inte i omgång 2 | Melodin vann omgång 1 och tävlade därmed inte i omgång 2 | Melodin vann omgång 1 och tävlade därmed inte i omgång 2 | 1     | Till final     |
| 7  | Mer av dig                        | 1 106 875 | 765 979                                                  | 12                                                       | 10                                                       | 10                                                       | 12                                                       | 8                                                        | 8                                                        | 8                                                        | 10                                                       | 78                                                       | 3     | Till semifinal |

#### Siffror
- Antal TV-tittare: 2 830 000
- SVT Play-tittare: 279 607
  - Varav antal röstande: 527 368
- Antal tittarröster: 10 108 443
- Summa pengar insamlad till Radiohjälpen: 417 647 kronor

### Deltävling 3

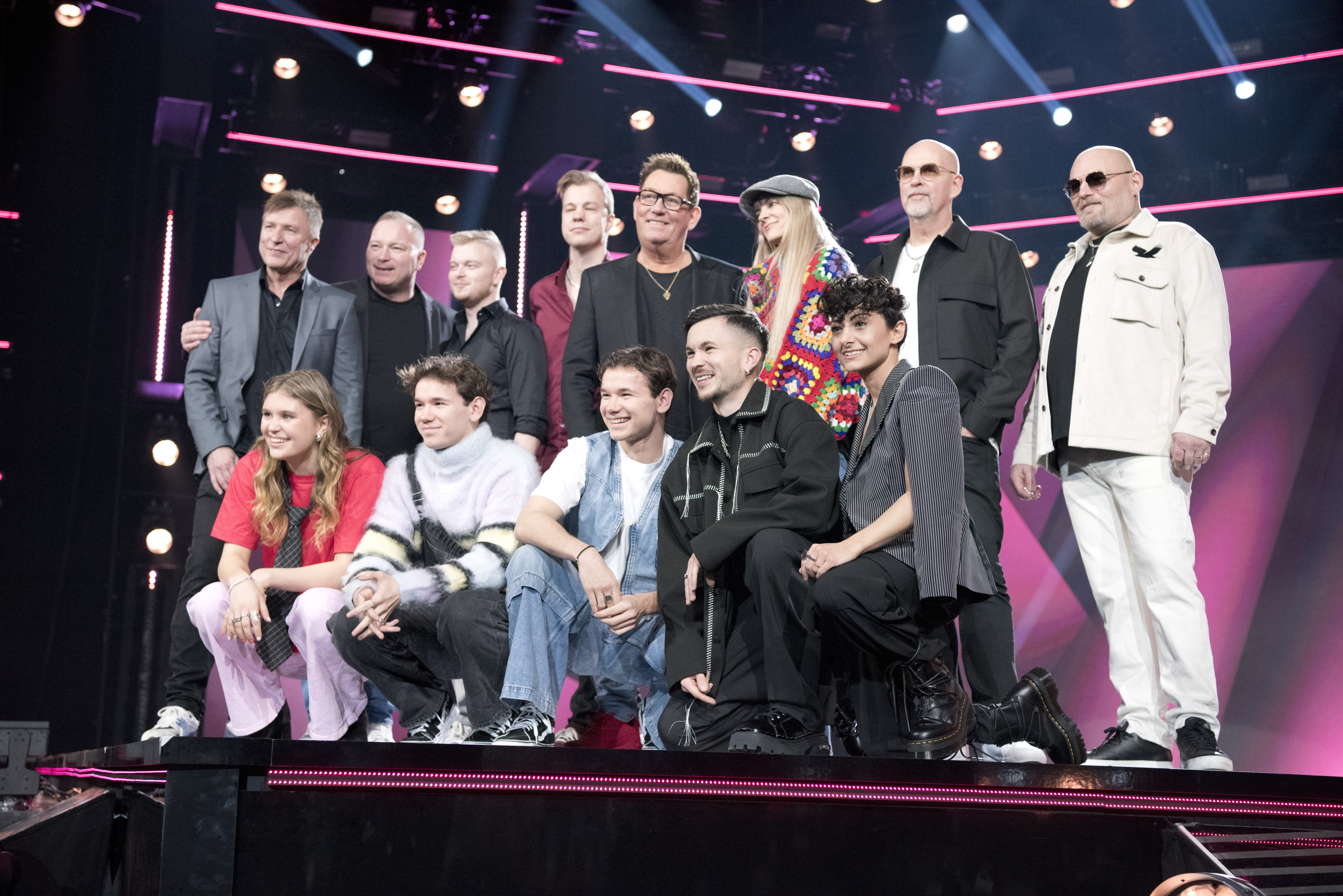
Deltagarna i deltävling 3.

Deltävlingen hölls i Sparbanken Lidköping Arena i Lidköping lördag 18 februari 2023.

#### Startfält
| Nr | Artist            | Bidrag                       | Text och musik                                                                      |
| -- | ----------------- | ---------------------------- | ----------------------------------------------------------------------------------- |
| 1  | Paul Rey          | Royals                       | Dino Medanhodzic, Jimmy Thörnfeldt, Liamoo, Paul Rey                                |
| 2  | Casanovas         | Så kommer känslorna tillbaka | Henrik Sethsson, Mikael Karlsson                                                    |
| 3  | Melanie Wehbe     | For the Show                 | David Lindgren Zacharias, Herman Gardarfve, Melanie Wehbe                           |
| 4  | Nordman           | Släpp alla sorger            | Jimmy Jansson, Thomas G:son                                                         |
| 5  | Laurell           | Sober                        | Anderz Wrethov, Andreas Stone Johansson, Laurell Barker, Thomas Stengaard           |
| 6  | Ida-Lova          | Låt hela stan se på          | Andreas Lindbergh, Ida-Lova Lind, Joy Deb, Linnea Deb                               |
| 7  | Marcus & Martinus | Air                          | Jimmy "Joker" Thörnfeldt, Joy Deb, Linnea Deb, Marcus Gunnarsen, Martinus Gunnarsen |

Galleri från deltävling 3
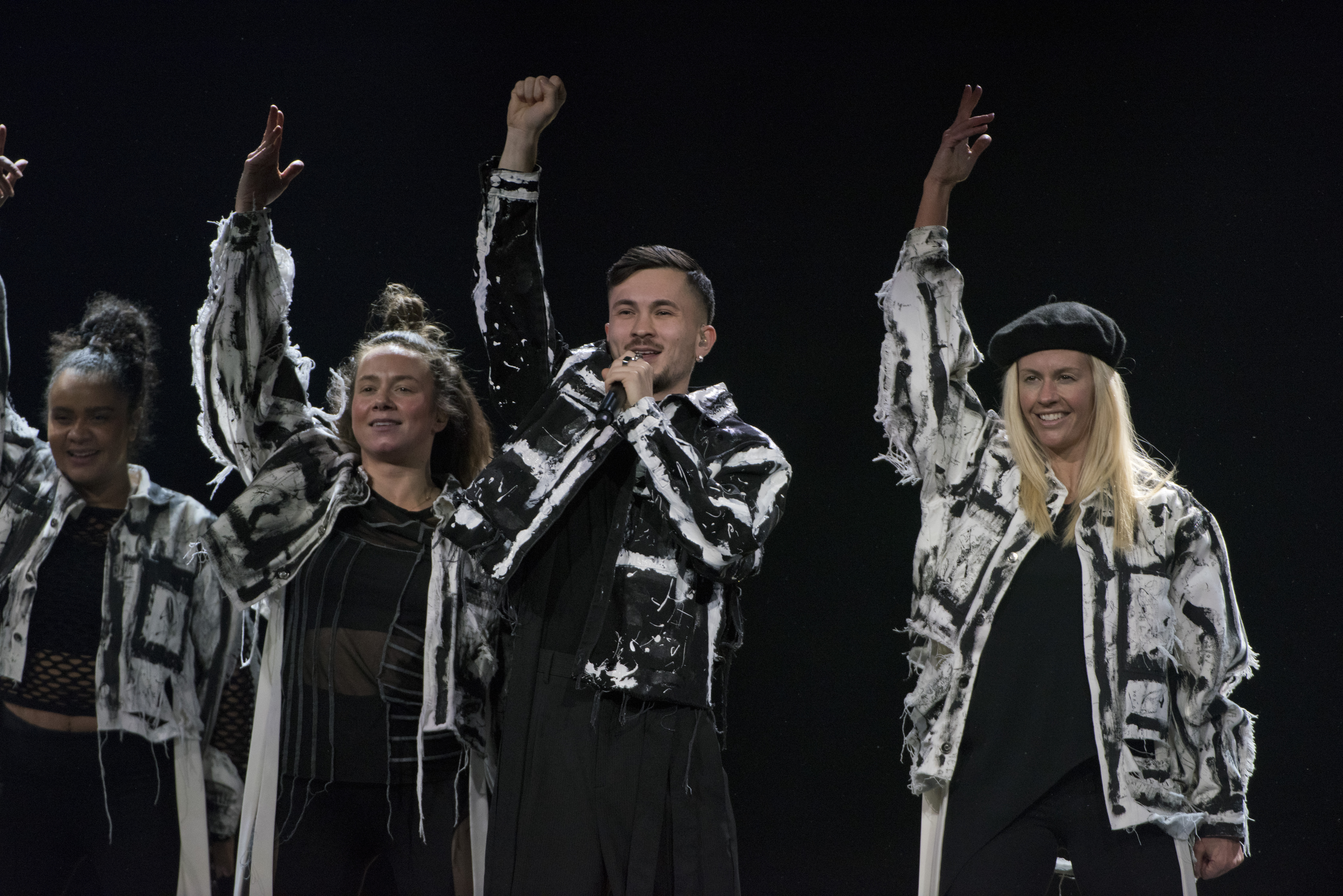
1. Paul Rey
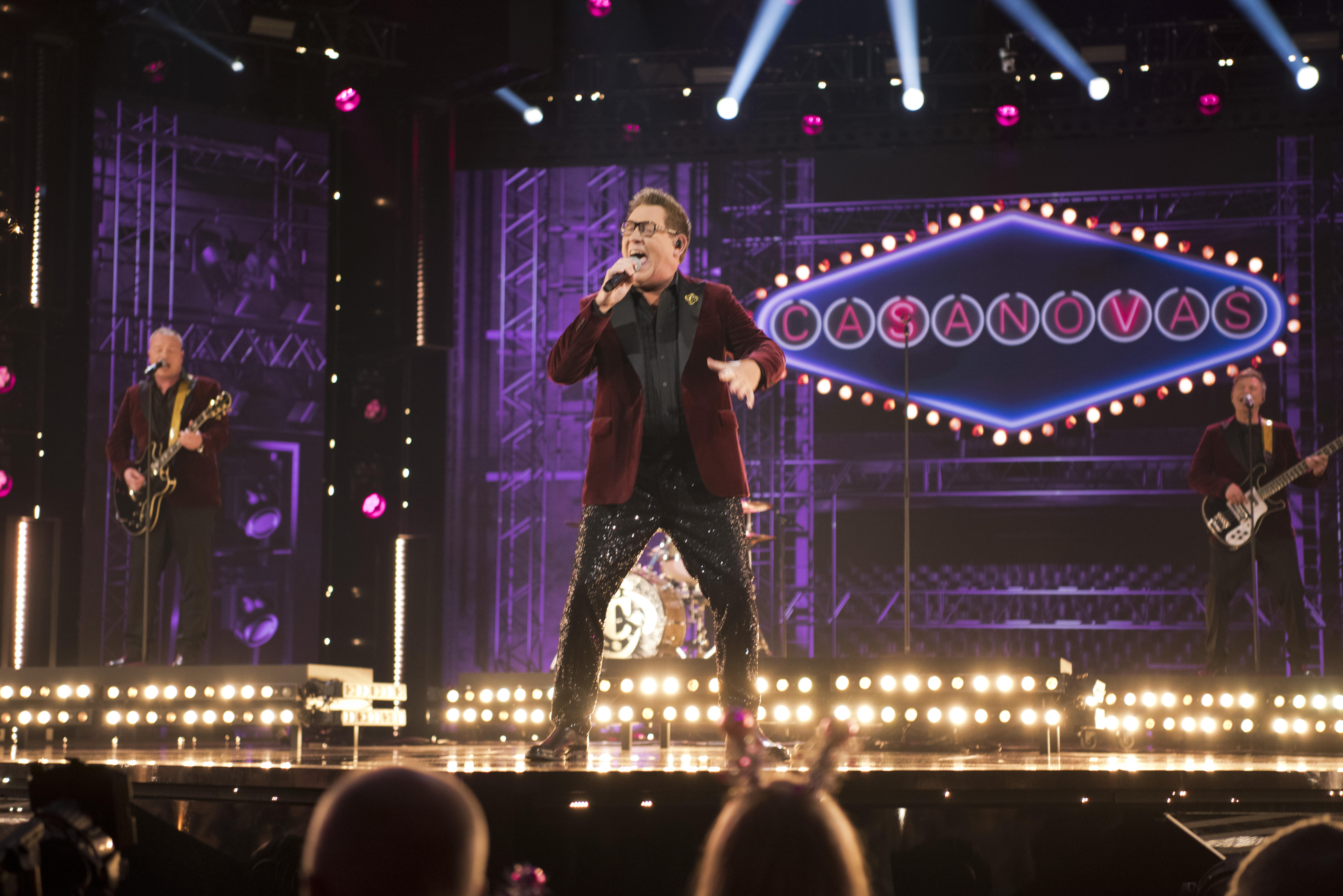
2. Casanovas
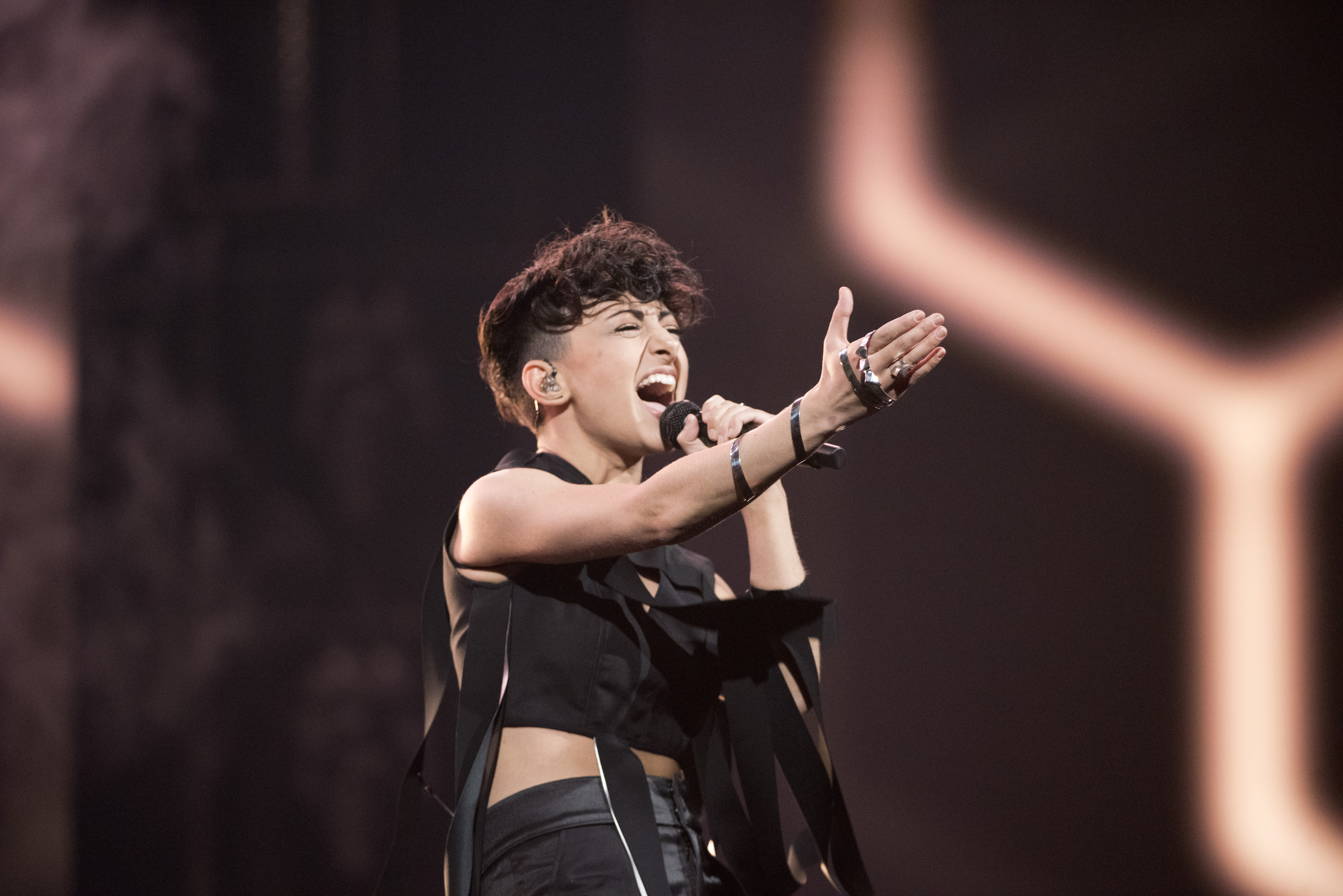
3. Melanie Wehbe
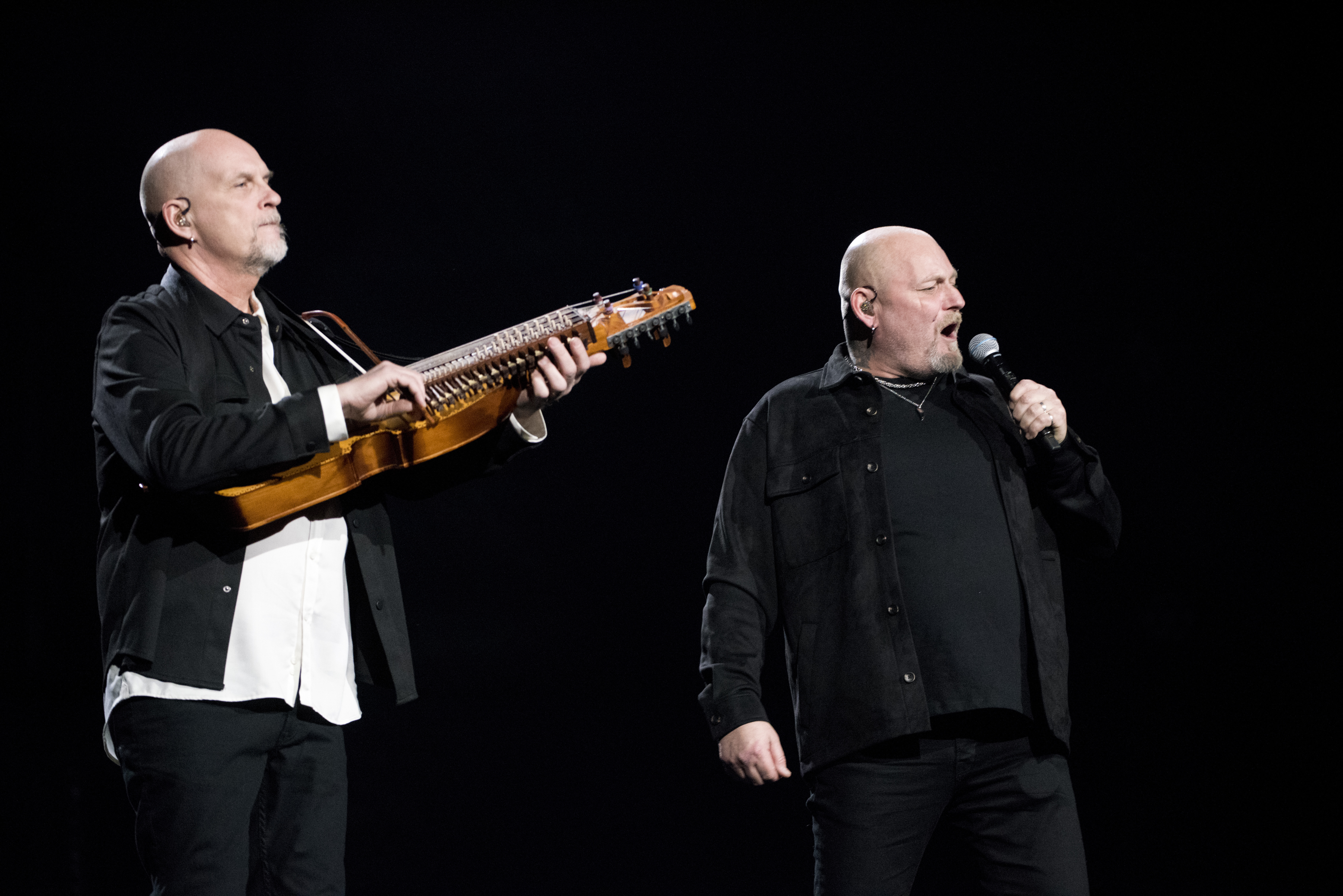
4. Nordman
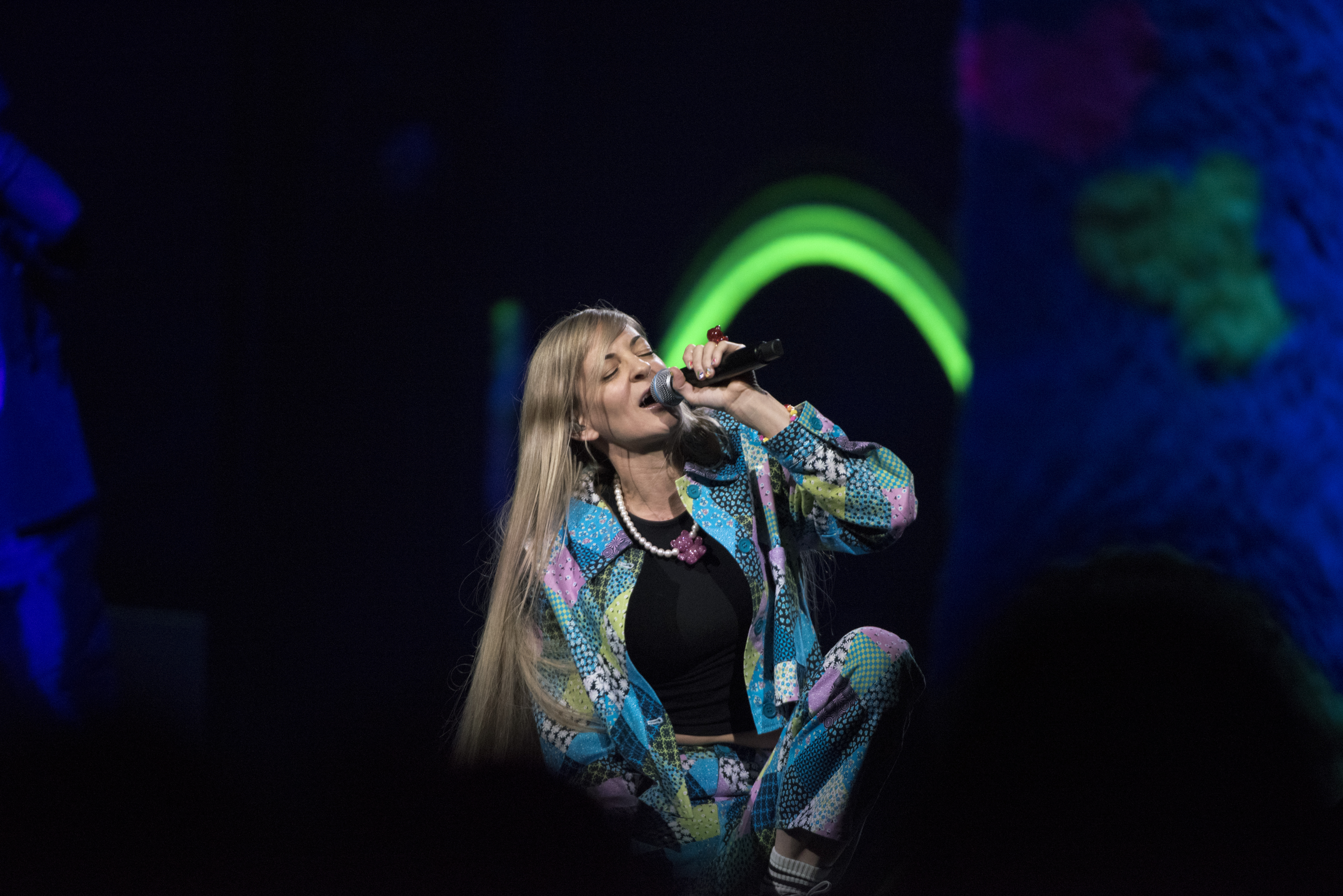
5. Laurell
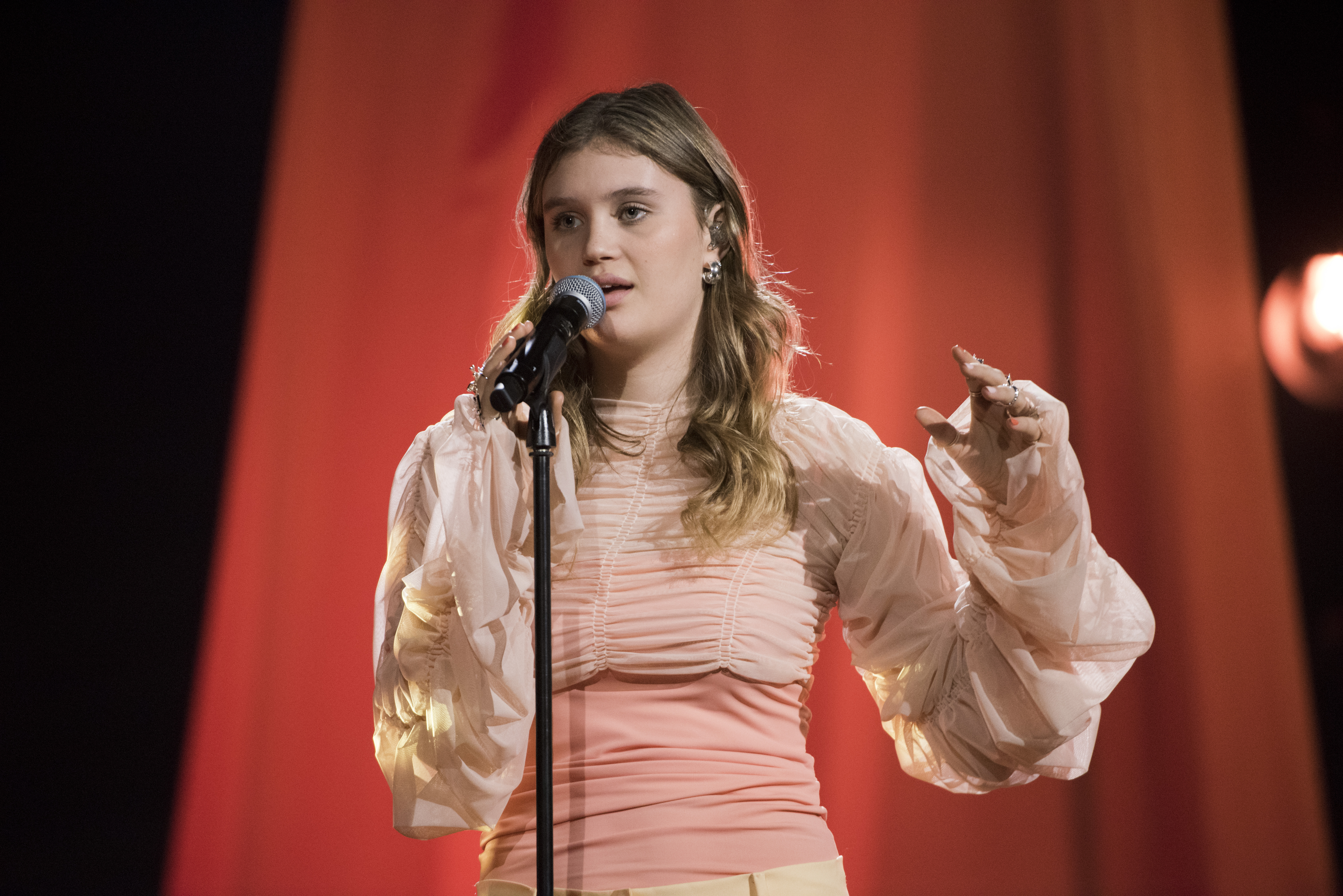
6. Ida-Lova
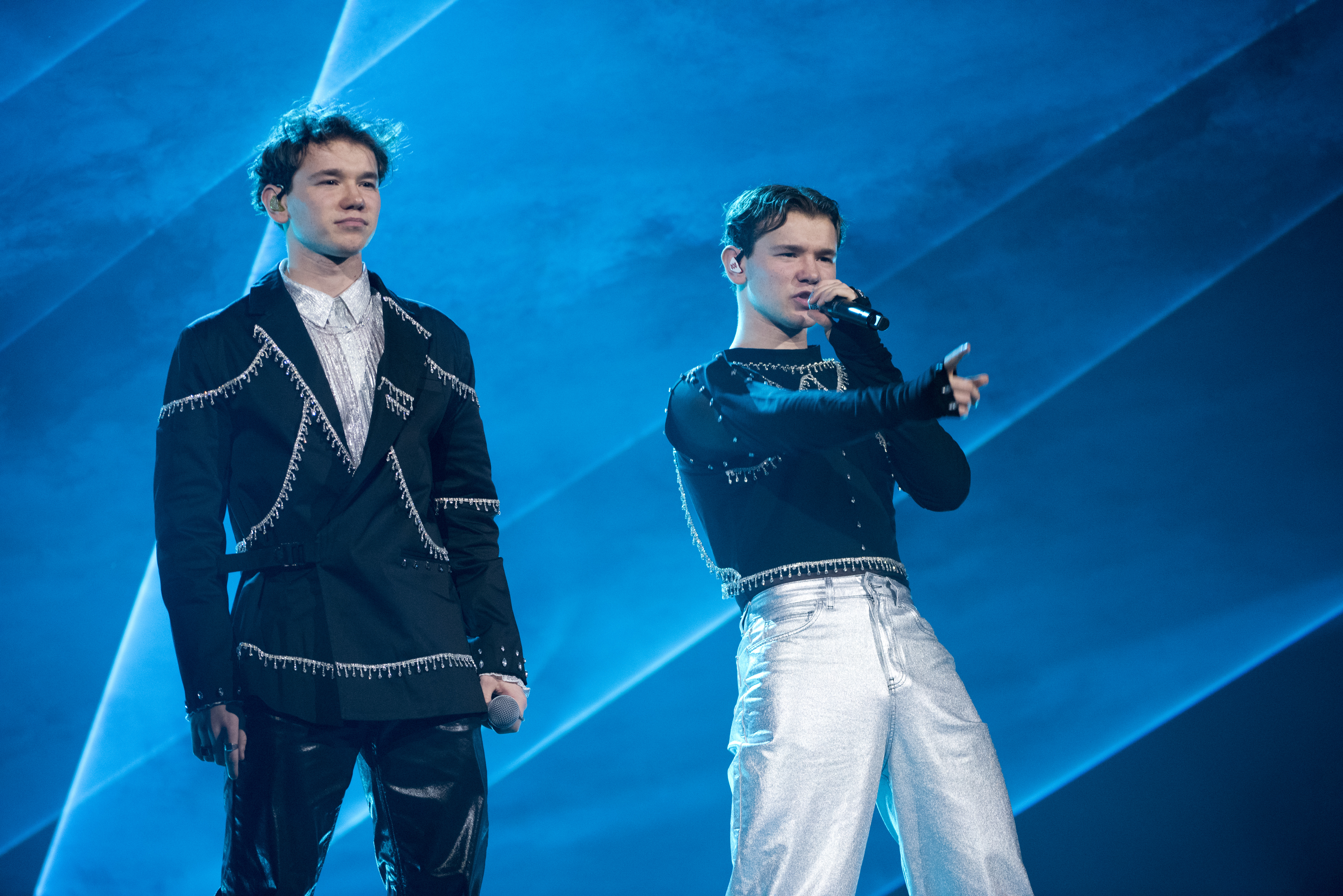
7. Marcus & Martinus

#### Resultat
| Nr | Bidrag                       | Omgång 1  | Omgång 2                                                 | Omgång 2                                                 | Omgång 2                                                 | Omgång 2                                                 | Omgång 2                                                 | Omgång 2                                                 | Omgång 2                                                 | Omgång 2                                                 | Omgång 2                                                 | Omgång 2                                                 | Plac. | Anmärkning     |
| Nr | Bidrag                       | Röster    | Röster                                                   | 3–9                                                      | 10–15                                                    | 16–29                                                    | 30–44                                                    | 45–59                                                    | 60–74                                                    | 75+                                                      | Tel.                                                     | Summa                                                    | Plac. | Anmärkning     |
| -- | ---------------------------- | --------- | -------------------------------------------------------- | -------------------------------------------------------- | -------------------------------------------------------- | -------------------------------------------------------- | -------------------------------------------------------- | -------------------------------------------------------- | -------------------------------------------------------- | -------------------------------------------------------- | -------------------------------------------------------- | -------------------------------------------------------- | ----- | -------------- |
| 1  | Royals                       | 1 151 609 | 693 857                                                  | 12                                                       | 12                                                       | 12                                                       | 12                                                       | 12                                                       | 10                                                       | 12                                                       | 3                                                        | 85                                                       | 2     | Till final     |
| 2  | Så kommer känslorna tillbaka | 647 419   | 290 521                                                  | 1                                                        | 1                                                        | 3                                                        | 1                                                        | 3                                                        | 5                                                        | 5                                                        | 10                                                       | 29                                                       | 7     | Utröstad       |
| 3  | For the Show                 | 903 976   | 477 315                                                  | 5                                                        | 10                                                       | 5                                                        | 8                                                        | 8                                                        | 8                                                        | 8                                                        | 5                                                        | 57                                                       | 4     | Till semifinal |
| 4  | Släpp alla sorger            | 975 890   | 589 916                                                  | 8                                                        | 3                                                        | 10                                                       | 10                                                       | 10                                                       | 12                                                       | 10                                                       | 12                                                       | 75                                                       | 3     | Till semifinal |
| 5  | Sober                        | 750 918   | 391 744                                                  | 10                                                       | 8                                                        | 1                                                        | 5                                                        | 1                                                        | 3                                                        | 1                                                        | 1                                                        | 30                                                       | 6     | Utröstad       |
| 6  | Låt hela stan se på          | 792 432   | 450 391                                                  | 3                                                        | 5                                                        | 8                                                        | 3                                                        | 5                                                        | 1                                                        | 3                                                        | 8                                                        | 36                                                       | 5     | Utröstad       |
| 7  | Air                          | 1 406 471 | Melodin vann omgång 1 och tävlade därmed inte i omgång 2 | Melodin vann omgång 1 och tävlade därmed inte i omgång 2 | Melodin vann omgång 1 och tävlade därmed inte i omgång 2 | Melodin vann omgång 1 och tävlade därmed inte i omgång 2 | Melodin vann omgång 1 och tävlade därmed inte i omgång 2 | Melodin vann omgång 1 och tävlade därmed inte i omgång 2 | Melodin vann omgång 1 och tävlade därmed inte i omgång 2 | Melodin vann omgång 1 och tävlade därmed inte i omgång 2 | Melodin vann omgång 1 och tävlade därmed inte i omgång 2 | Melodin vann omgång 1 och tävlade därmed inte i omgång 2 | 1     | Till final     |

#### Siffror
- Antal TV-tittare: 2 598 000
- SVT Play-tittare: 283 140
  - Varav antal röstande: 512 158
- Antal tittarröster: 9 522 729
- Summa pengar insamlad till Radiohjälpen: 340 259 kronor

### Deltävling 4

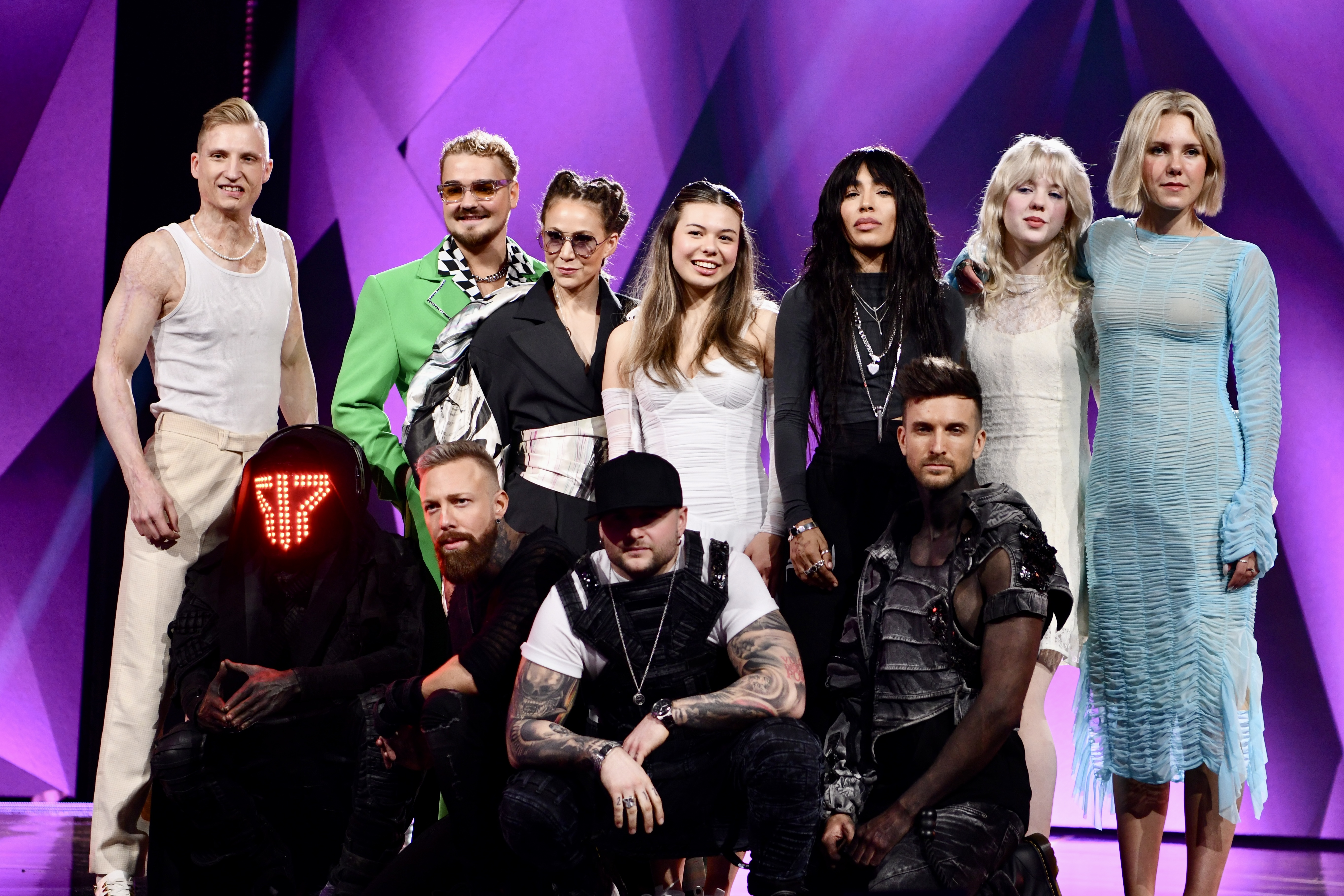
Deltagarna i deltävling 4.

Deltävlingen hölls i Malmö Arena i Malmö lördag 25 februari 2023.

#### Startfält
| Nr | Artist            | Bidrag           | Text och musik                                                                                                |
| -- | ----------------- | ---------------- | --- |
| 1  | Kiana             | Where Did You Go | Jimmy "Joker" Thörnfeldt, Joy Deb, Linnea Deb                                                                 |
| 2  | Signe & Hjördis   | Edelweiss        | Anderz Wrethov, Jimmy Jansson, Myra Granberg                                                                  |
| 3  | Smash Into Pieces | Six Feet Under   | Andreas Lindbergh, Benjamin Jennebo, Chris Adam, Jimmy "Joker" Thörnfeldt, Joy Deb, Linnea Deb, Per Bergquist |
| 4  | Mariette          | One Day          | Jimmy Jansson, Thomas G:son, Mariette                                                                         |
| 5  | Emil Henrohn      | Mera mera mera   | Emil Henrohn, Jakob Redtzer, Ji Nilsson, Marlene Strand                                                       |
| 6  | Axel Schylström   | Gorgeous         | Axel Schylström, Herman Gardarfve, Jonas Thander, Malin Halvardsson                                           |
| 7  | Loreen            | Tattoo           | Jimmy "Joker" Thörnfeldt, Jimmy Jansson, Loreen, Cazzi Opeia, Peter Boström, Thomas G:son                     |

Galleri från deltävling 4
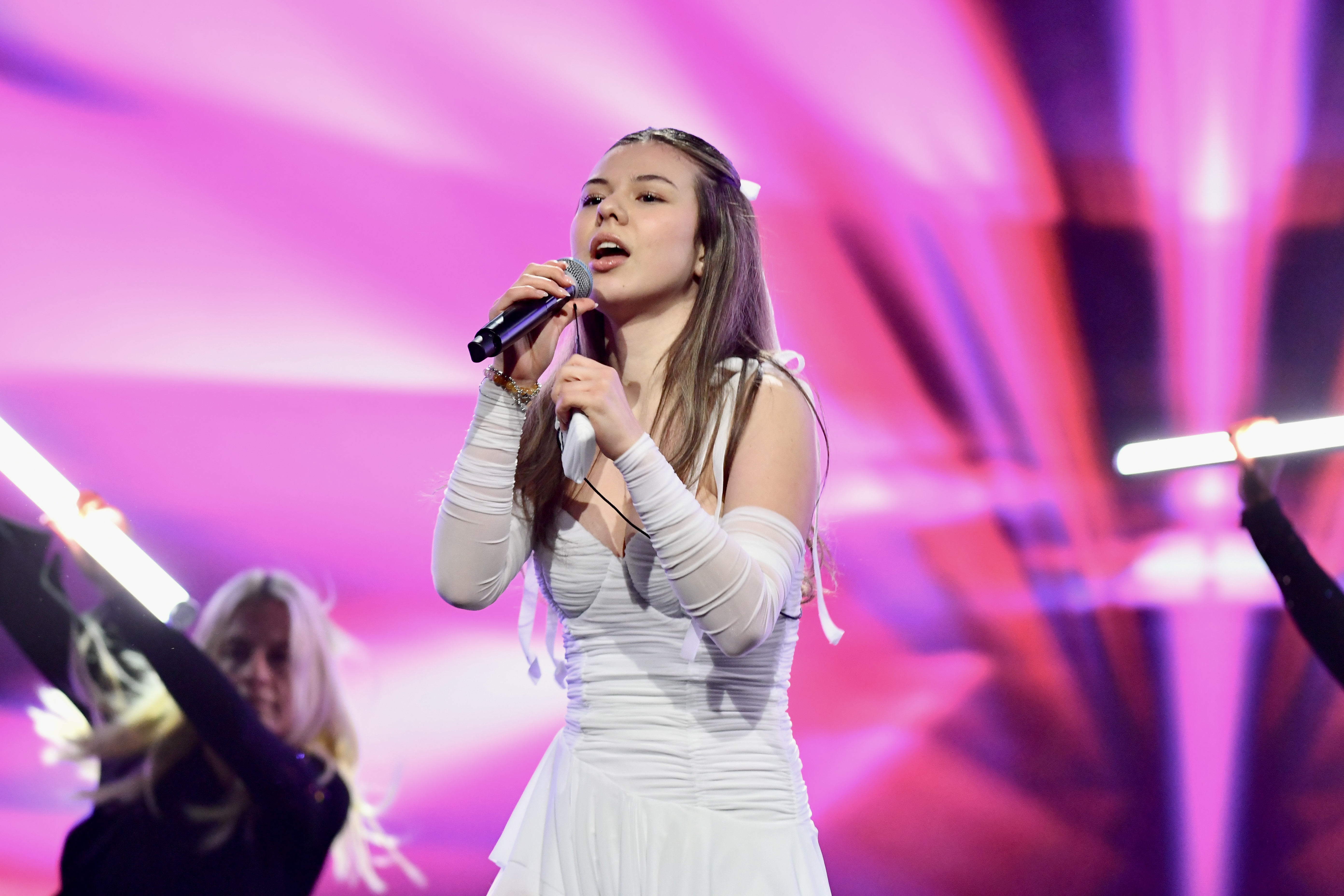
1. Kiana Blanckert
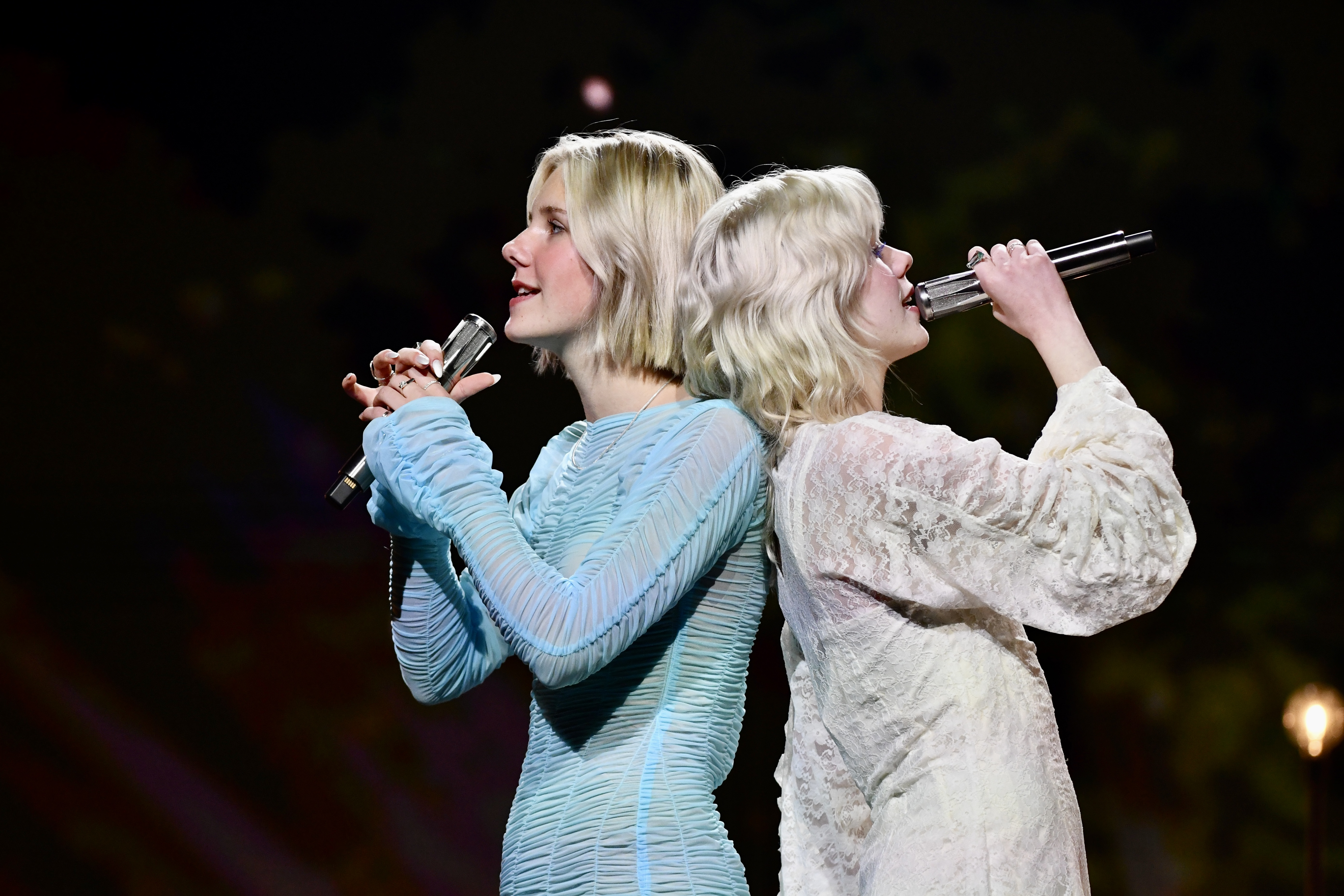
2. Signe & Hjördis
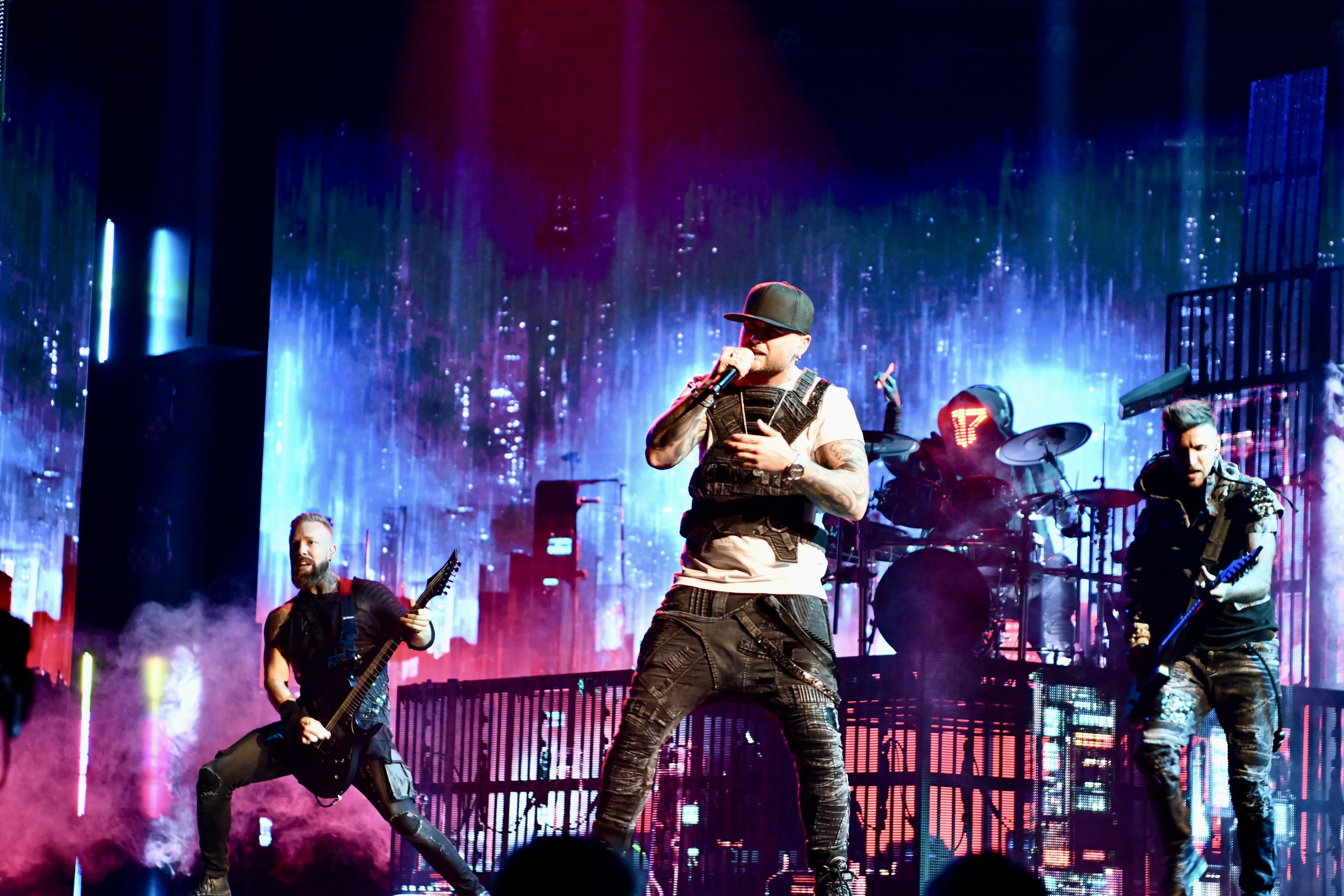
3. Smash Into Pieces
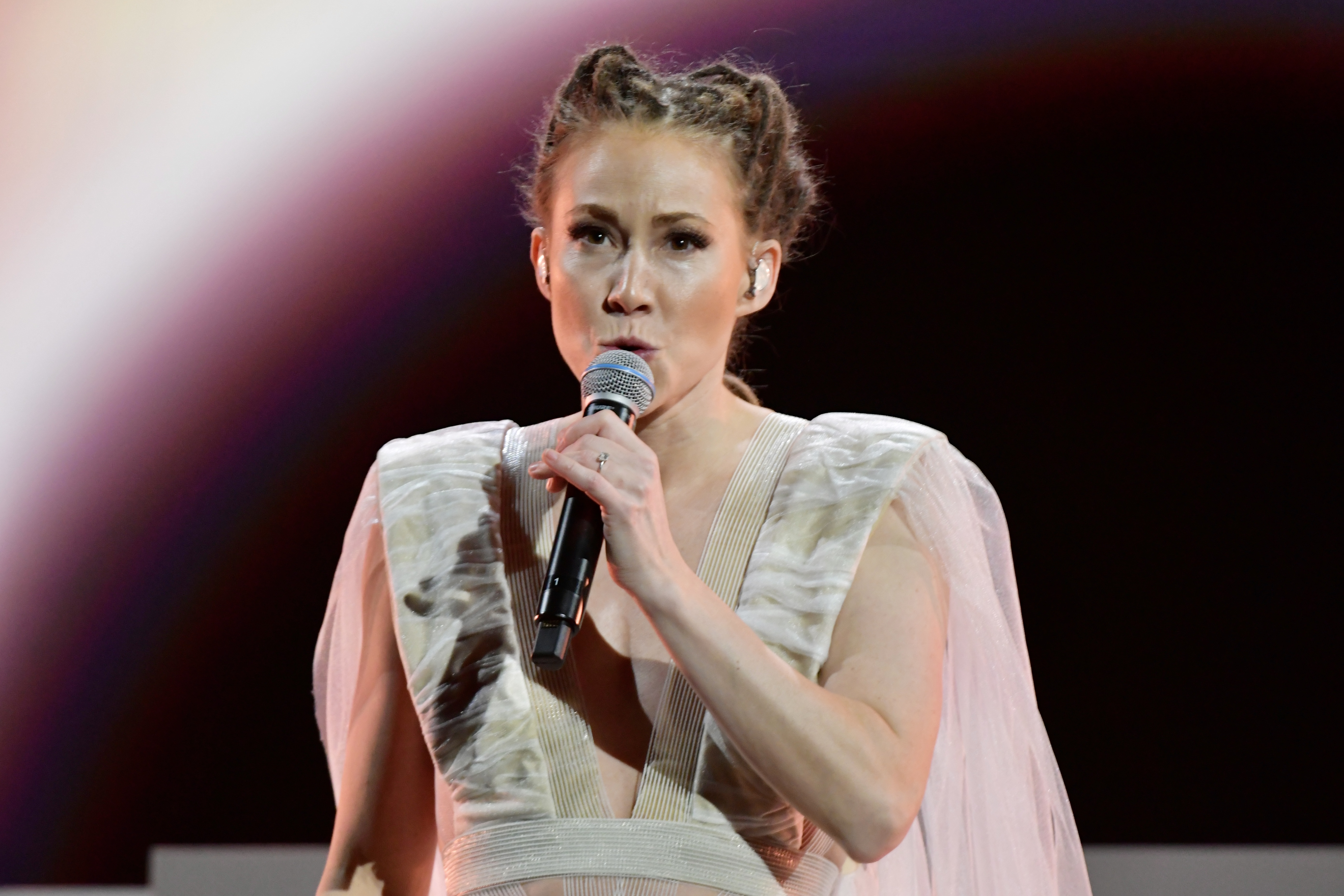
4. Mariette
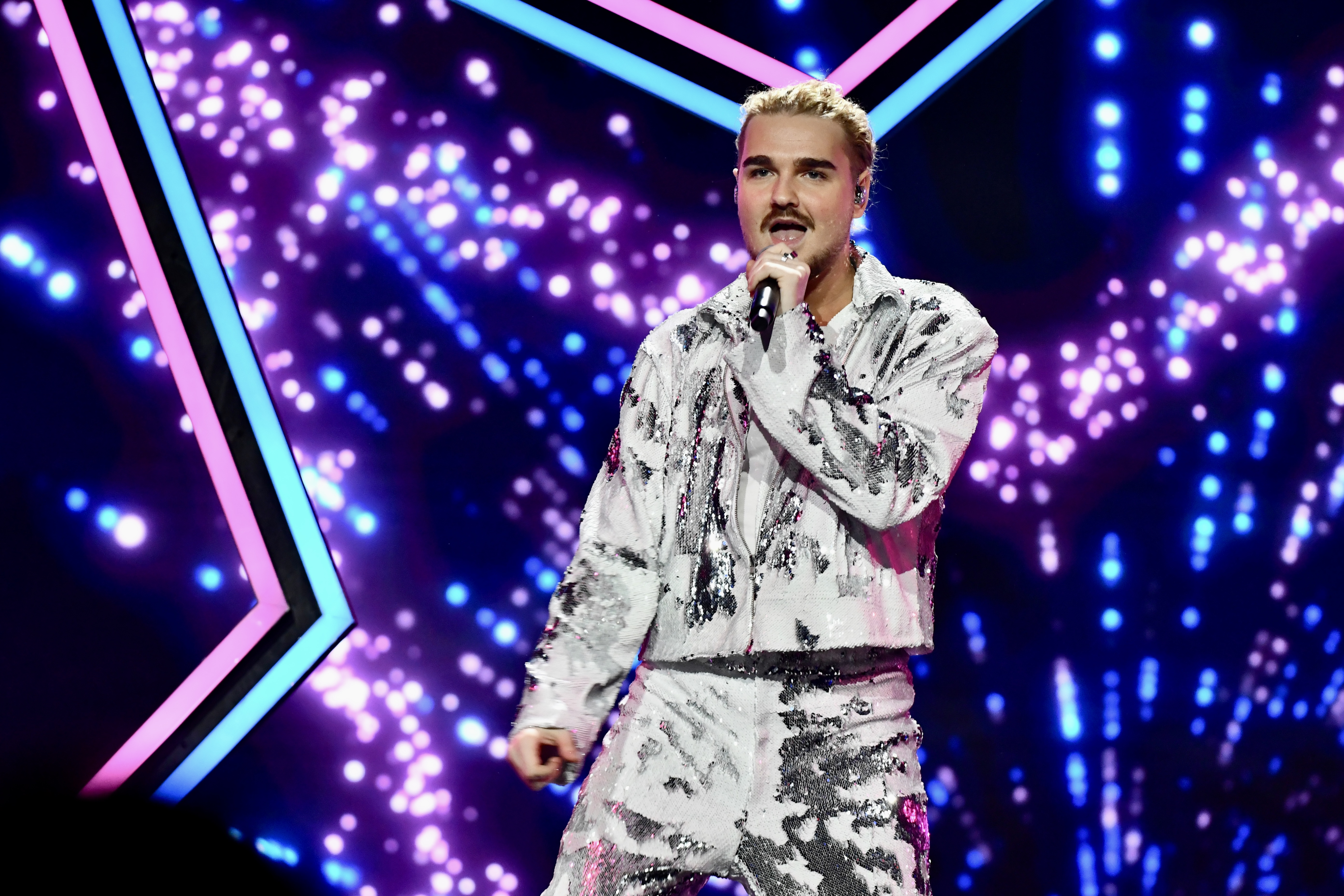
5. Emil Henrohn
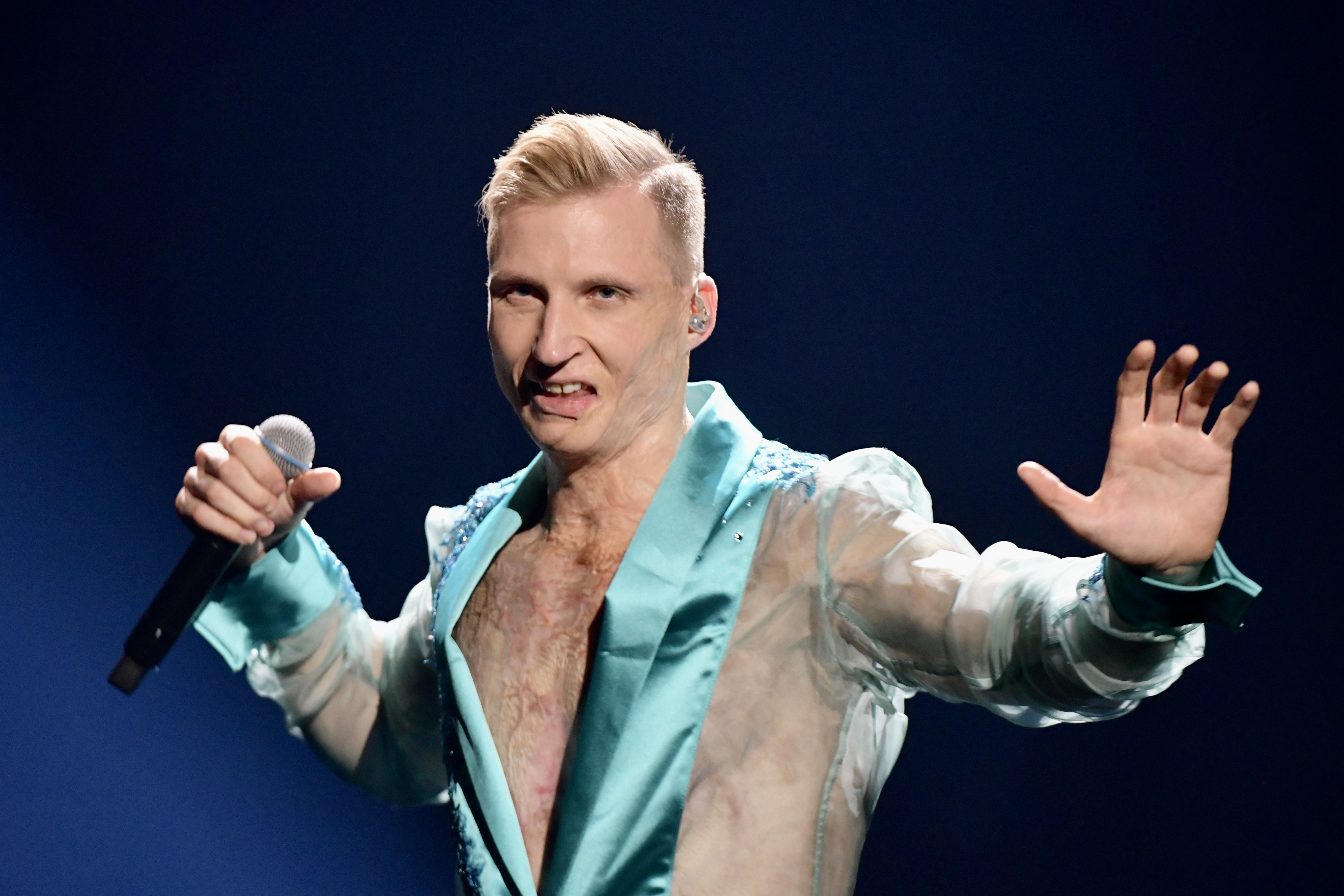
6. Axel Schylström
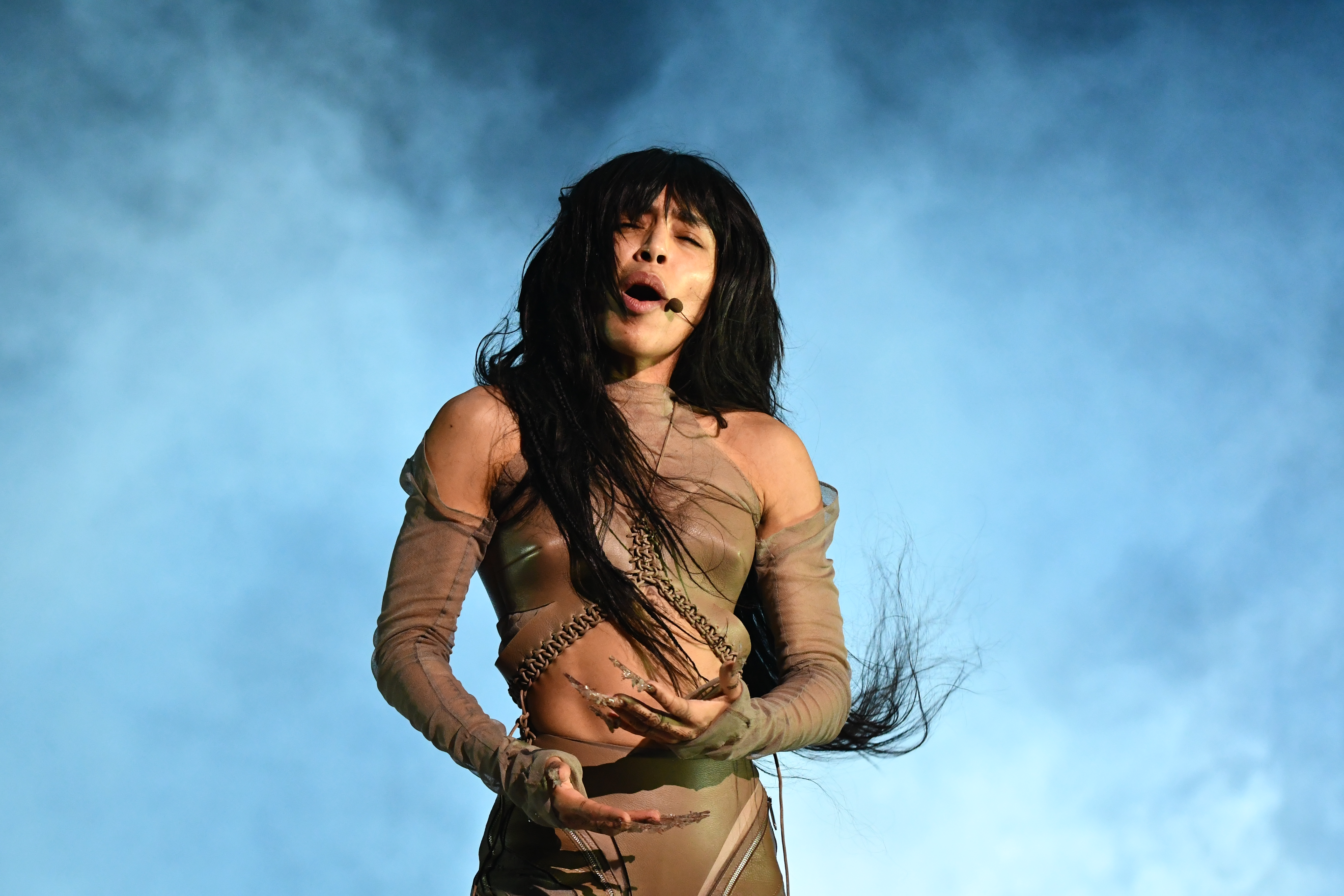
7. Loreen

#### Resultat
| Nr | Bidrag           | Omgång 1  | Omgång 2                                                 | Omgång 2                                                 | Omgång 2                                                 | Omgång 2                                                 | Omgång 2                                                 | Omgång 2                                                 | Omgång 2                                                 | Omgång 2                                                 | Omgång 2                                                 | Omgång 2                                                 | Plac. | Anmärkning     |
| Nr | Bidrag           | Röster    | Röster                                                   | 3–9                                                      | 10–15                                                    | 16–29                                                    | 30–44                                                    | 45–59                                                    | 60–74                                                    | 75+                                                      | Tel.                                                     | Summa                                                    | Plac. | Anmärkning     |
| -- | ---------------- | --------- | -------------------------------------------------------- | -------------------------------------------------------- | -------------------------------------------------------- | -------------------------------------------------------- | -------------------------------------------------------- | -------------------------------------------------------- | -------------------------------------------------------- | -------------------------------------------------------- | -------------------------------------------------------- | -------------------------------------------------------- | ----- | -------------- |
| 1  | Where Did You Go | 1 105 369 | 610 462                                                  | 12                                                       | 12                                                       | 10                                                       | 10                                                       | 5                                                        | 5                                                        | 10                                                       | 5                                                        | 69                                                       | 3     | Till semifinal |
| 2  | Edelweiss        | 744 902   | 328 700                                                  | 5                                                        | 1                                                        | 1                                                        | 3                                                        | 3                                                        | 3                                                        | 8                                                        | 3                                                        | 27                                                       | 6     | Utröstad       |
| 3  | Six Feet Under   | 1 120 307 | 701 606                                                  | 10                                                       | 8                                                        | 12                                                       | 12                                                       | 12                                                       | 10                                                       | 3                                                        | 12                                                       | 79                                                       | 2     | Till final     |
| 4  | One Day          | 835 533   | 482 713                                                  | 1                                                        | 3                                                        | 5                                                        | 5                                                        | 10                                                       | 12                                                       | 12                                                       | 8                                                        | 56                                                       | 4     | Till semifinal |
| 5  | Mera mera mera   | 760 793   | 382 224                                                  | 8                                                        | 10                                                       | 3                                                        | 1                                                        | 1                                                        | 1                                                        | 1                                                        | 1                                                        | 26                                                       | 7     | Utröstad       |
| 6  | Gorgeous         | 861 688   | 483 061                                                  | 3                                                        | 5                                                        | 8                                                        | 8                                                        | 8                                                        | 8                                                        | 5                                                        | 10                                                       | 55                                                       | 5     | Utröstad       |
| 7  | Tattoo           | 1 515 287 | Melodin vann omgång 1 och tävlade därmed inte i omgång 2 | Melodin vann omgång 1 och tävlade därmed inte i omgång 2 | Melodin vann omgång 1 och tävlade därmed inte i omgång 2 | Melodin vann omgång 1 och tävlade därmed inte i omgång 2 | Melodin vann omgång 1 och tävlade därmed inte i omgång 2 | Melodin vann omgång 1 och tävlade därmed inte i omgång 2 | Melodin vann omgång 1 och tävlade därmed inte i omgång 2 | Melodin vann omgång 1 och tävlade därmed inte i omgång 2 | Melodin vann omgång 1 och tävlade därmed inte i omgång 2 | Melodin vann omgång 1 och tävlade därmed inte i omgång 2 | 1     | Till final     |

#### Siffror
- Antal TV-tittare: 2 814 000
- SVT Play-tittare: 325 618
  - Varav antal röstande: 542 205
- Antal tittarröster: 9 932 645
- Summa pengar insamlad till Radiohjälpen: 472 043 kronor

## Semifinal
Semifinalen hölls i Hägglunds Arena i Örnsköldsvik lördag 4 mars 2023.

### Startfält
| Nr | Artist          | Bidrag            | Text och musik                                                                | Deltävl. |
| -- | --------------- | ----------------- | ----------------------------------------------------------------------------- | -------- |
| 1  | Theoz           | Mer av dig        | Axel Schylström, Jakob Redtzer, Peter Boström, Thomas G:son                   | 2        |
| 2  | Mariette        | One Day           | Jimmy Jansson, Thomas G:son, Mariette                                         | 4        |
| 3  | Victor Crone    | Diamonds          | David Lindgren Zacharias, Peter Kvint, Victor Crone                           | 1        |
| 4  | Tennessee Tears | Now I Know        | Anderz Wrethov, Jonas Hermansson, Thomas Stengaard, Tilda Feuk                | 2        |
| 5  | Elov & Beny     | Raggen går        | Johan Werner, Kristian Wejshag, Mattias Elovsson, Oscar Kilenius, Tim Larsson | 1        |
| 6  | Melanie Wehbe   | For the Show      | David Lindgren Zacharias, Herman Gardarfve, Melanie Wehbe                     | 3        |
| 7  | Nordman         | Släpp alla sorger | Jimmy Jansson, Thomas G:son                                                   | 3        |
| 8  | Kiana           | Where Did You Go  | Jimmy "Joker" Thörnfeldt, Joy Deb, Linnea Deb                                 | 4        |

Galleri från semifinalen
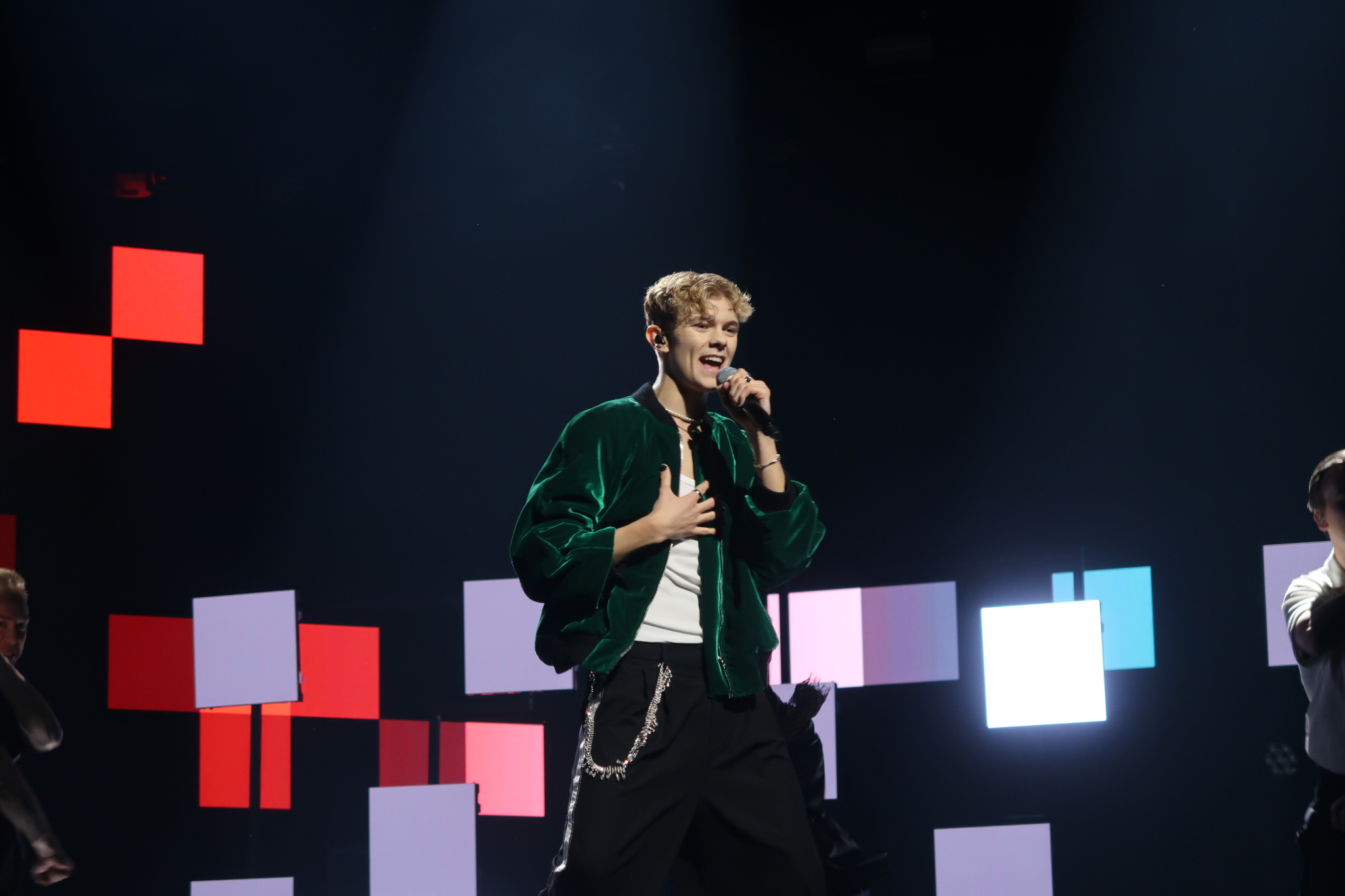
1. Theoz
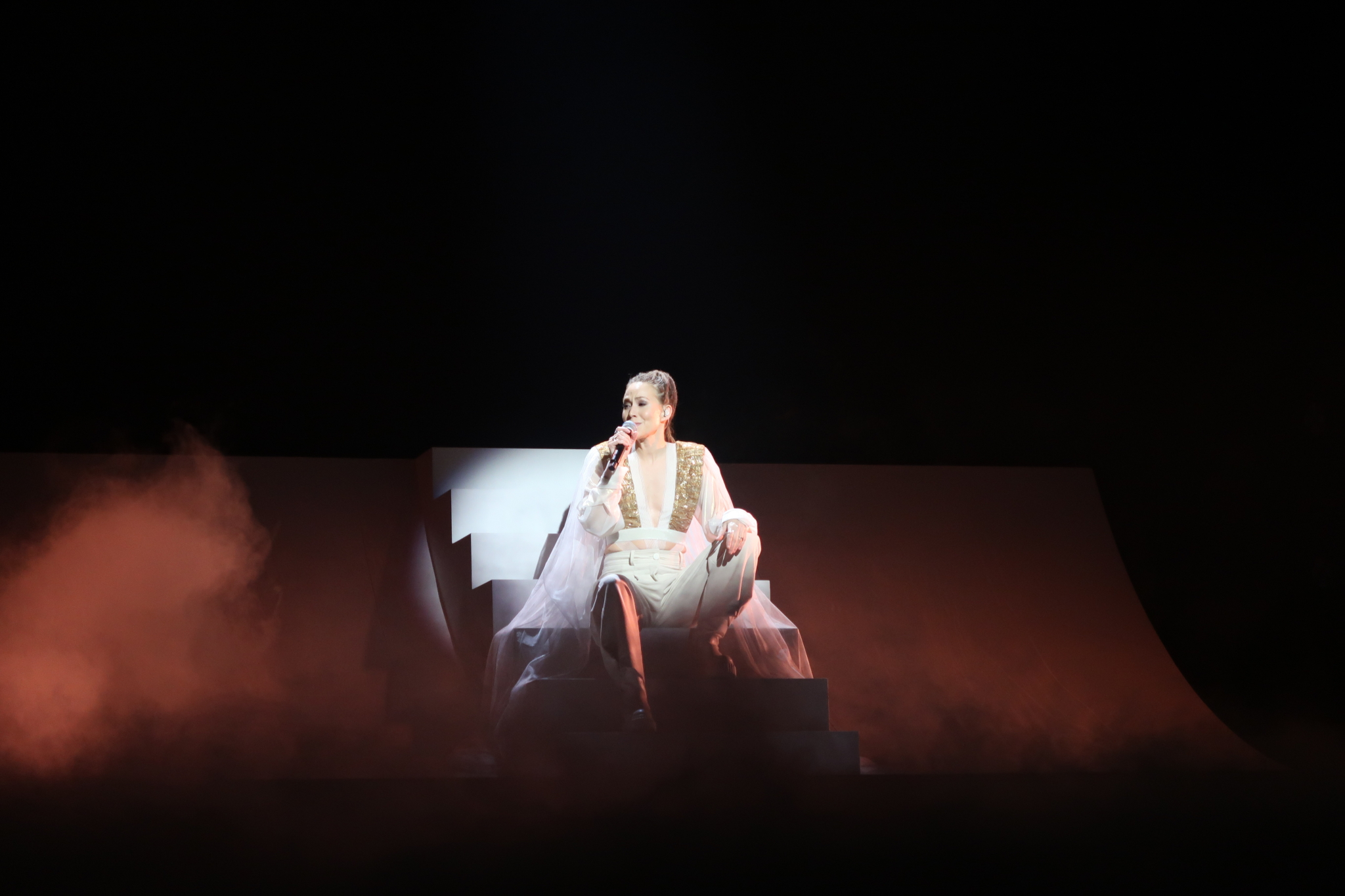
2. Mariette
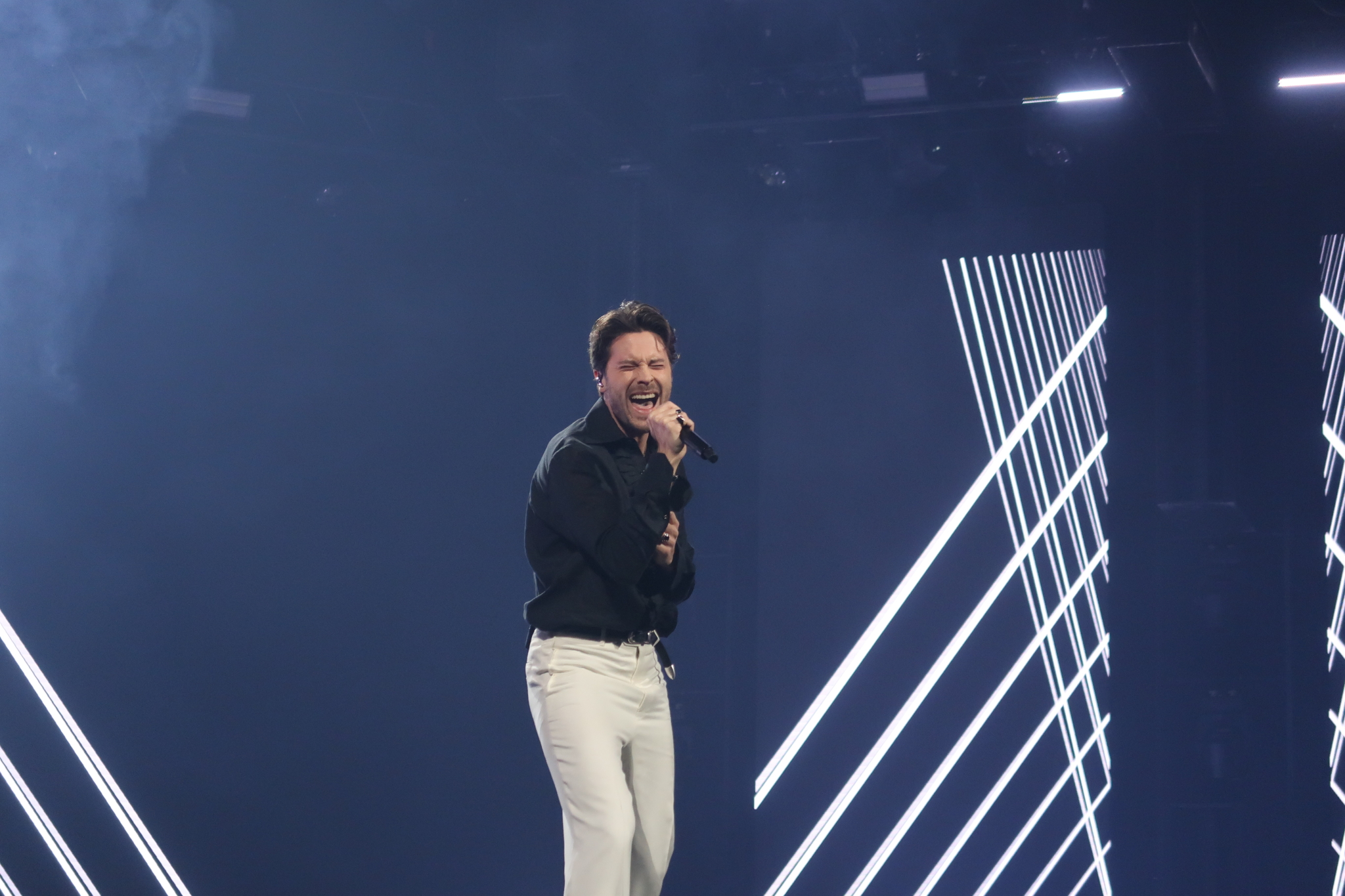
3. Victor Crone
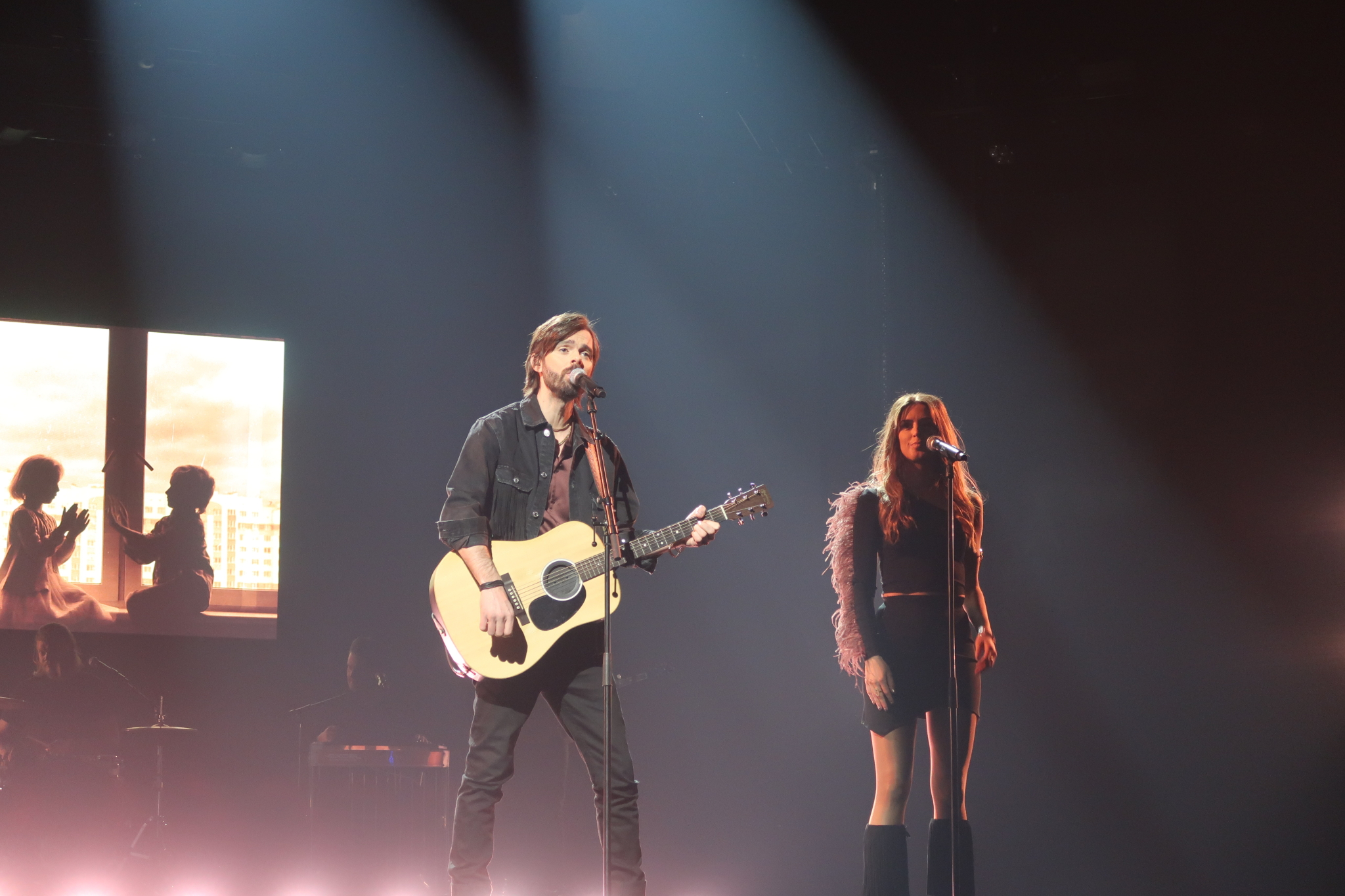
4. Tennessee Tears
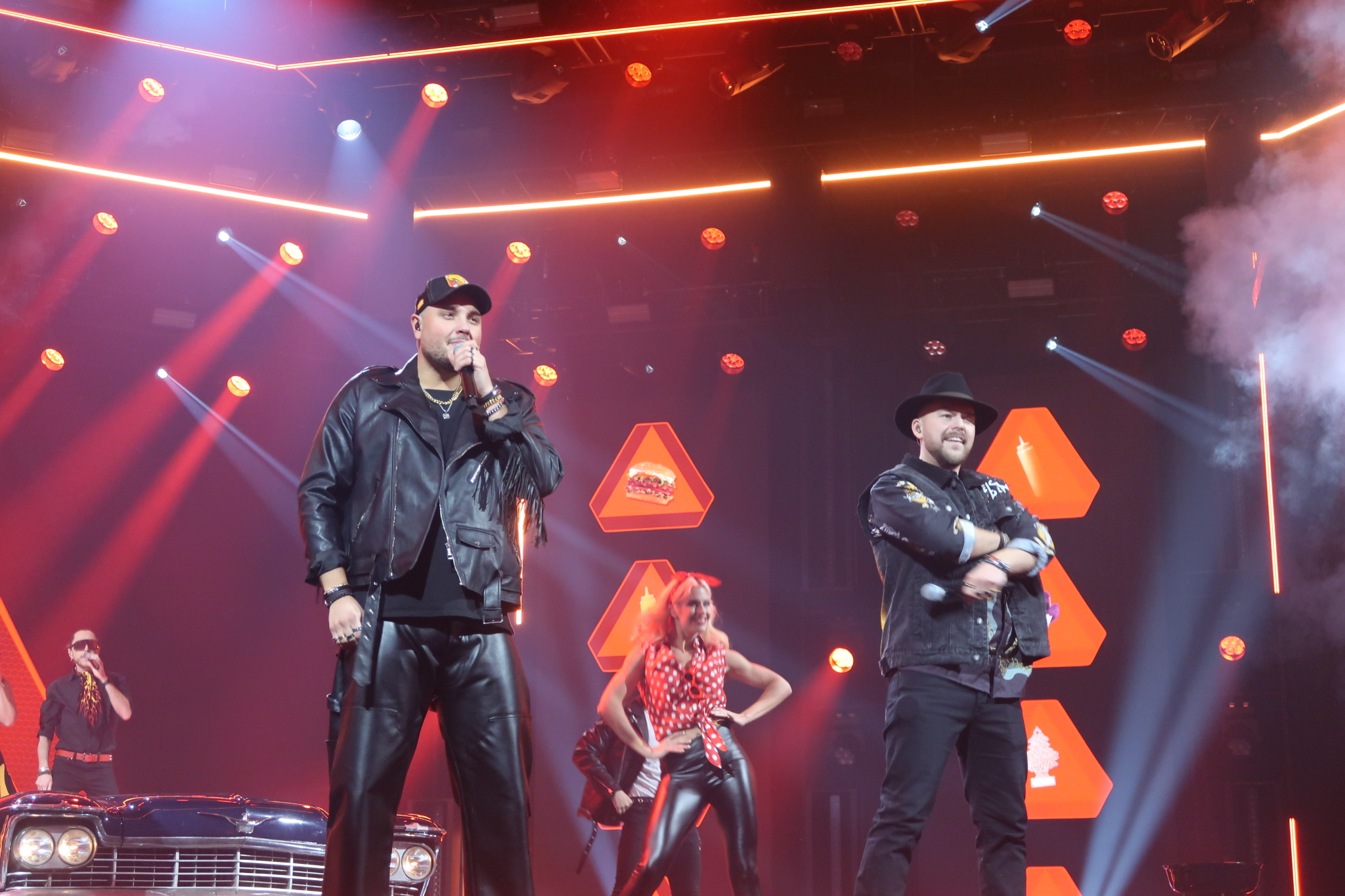
5. Elov & Beny
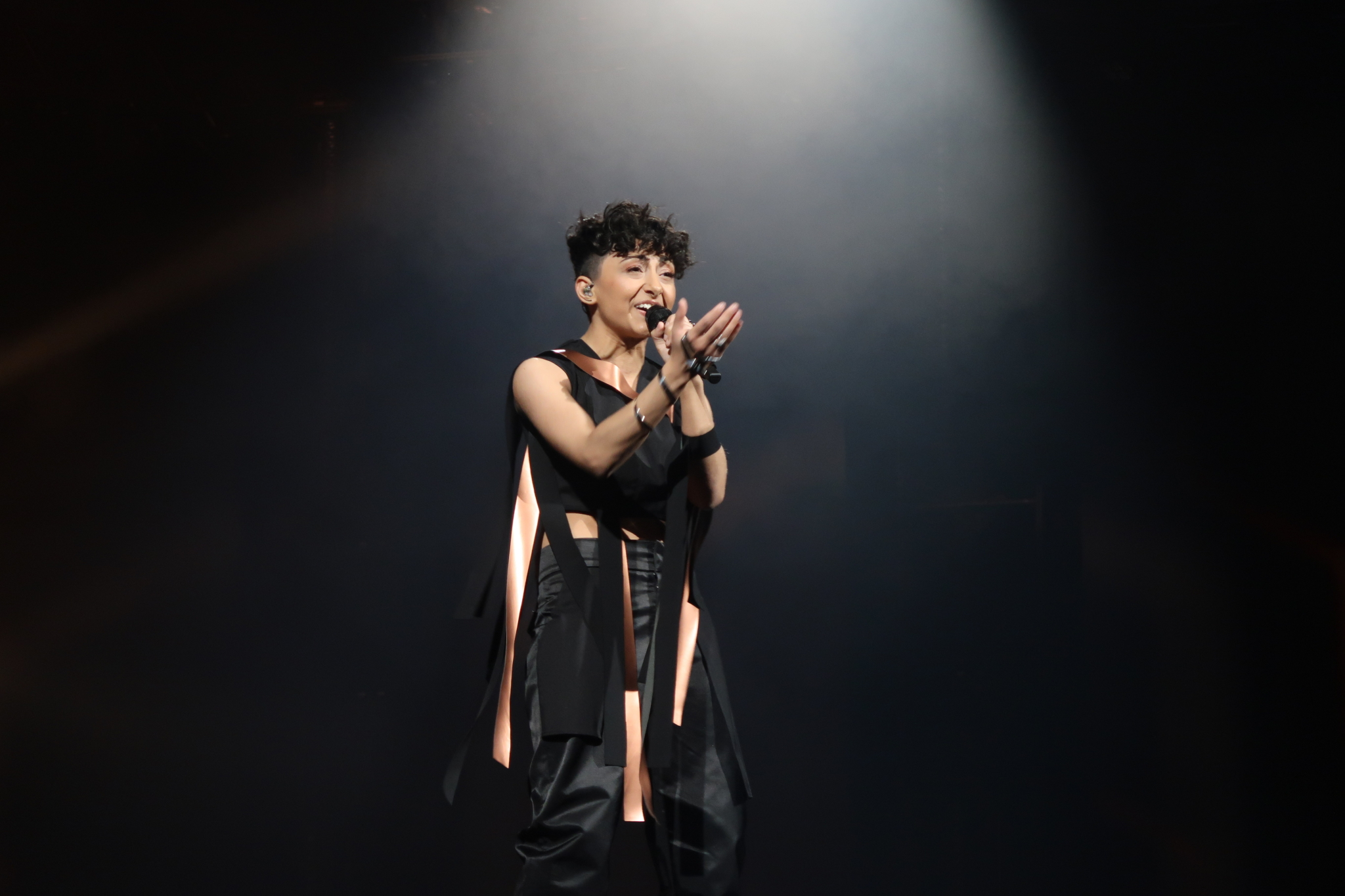
6. Melanie Wehbe
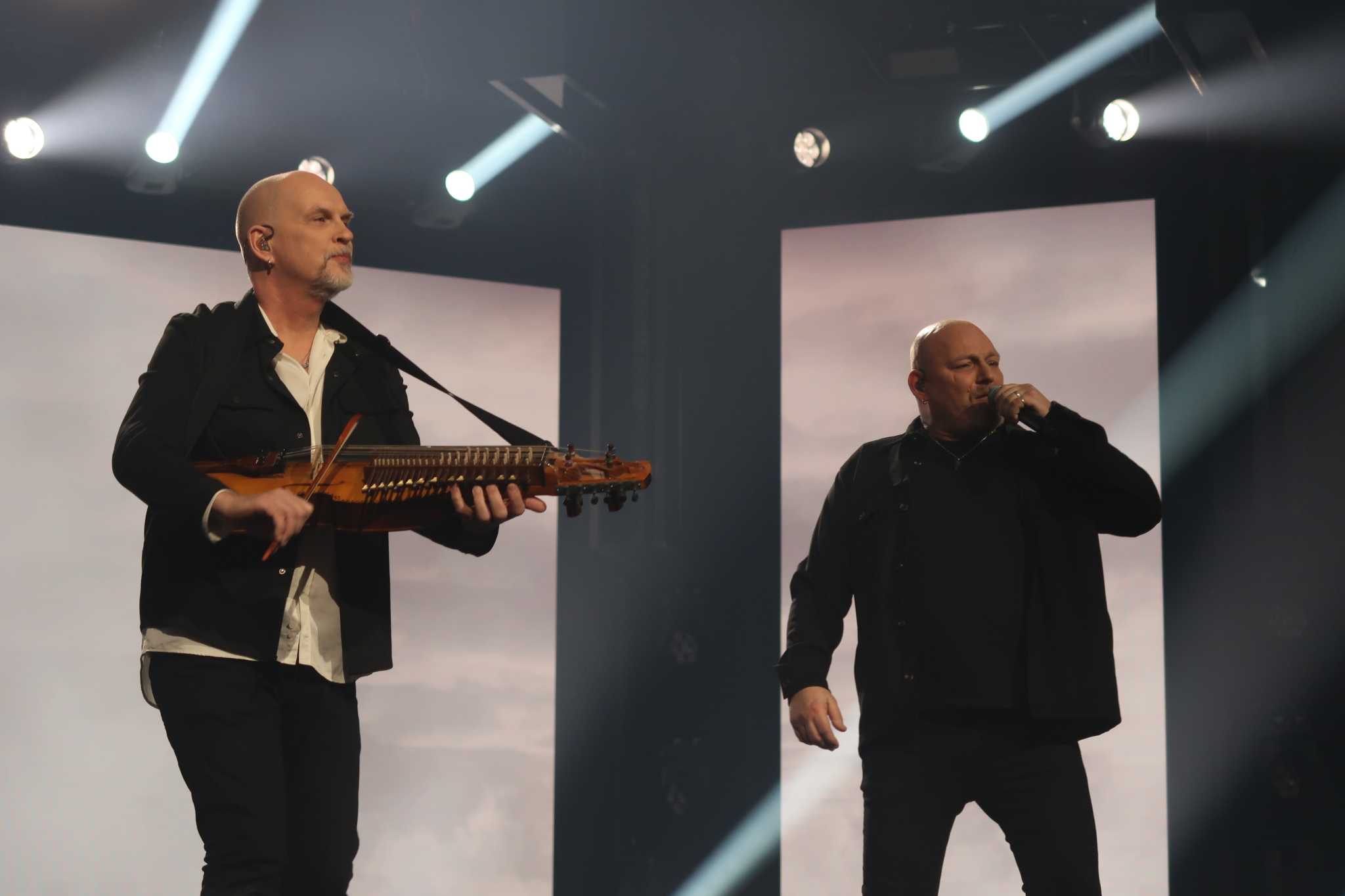
7. Nordman
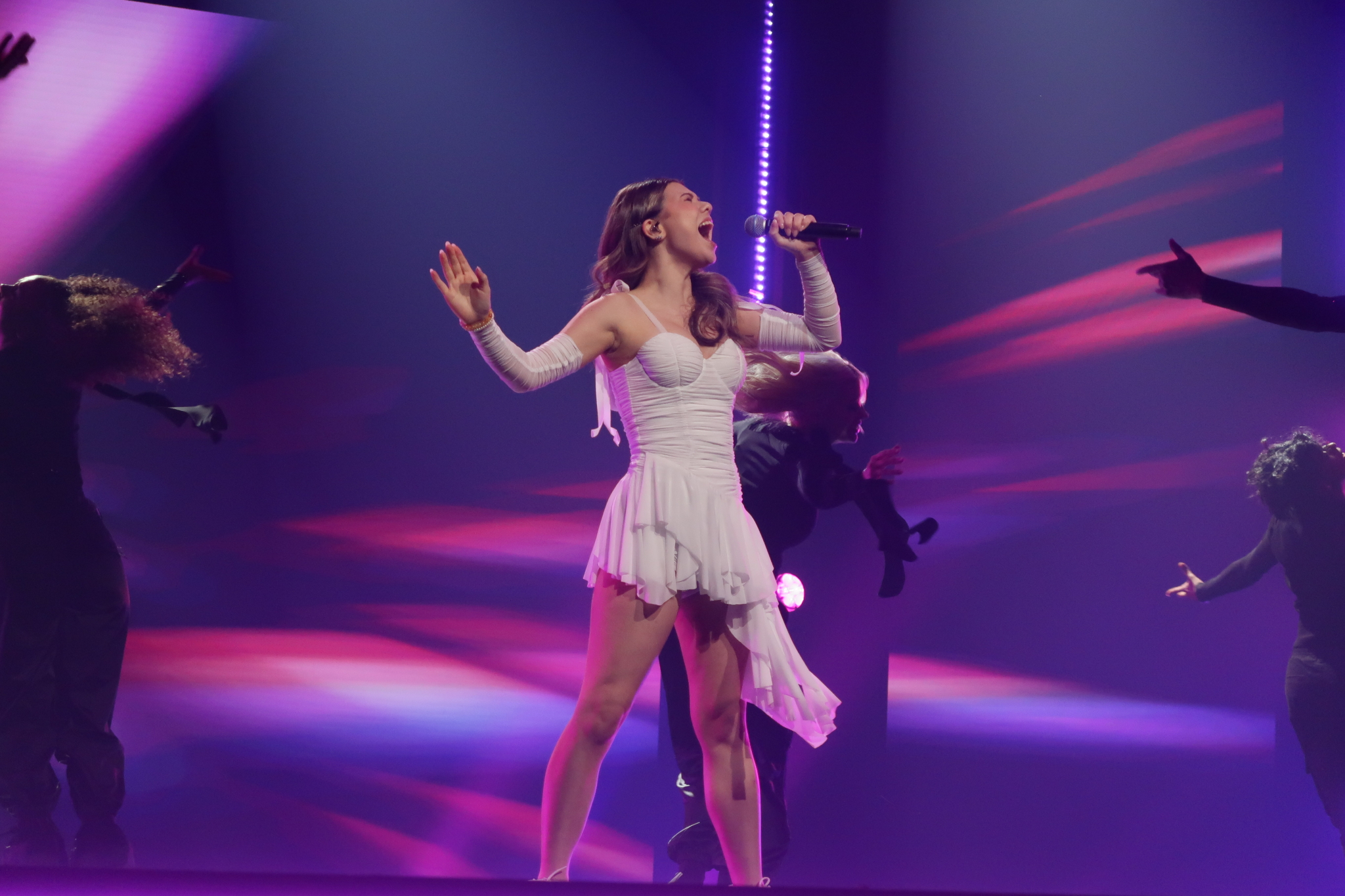
8. Kiana

#### Resultat
| Nr | Bidrag            | Resultat        | Resultat        | Resultat | Resultat | Resultat | Resultat | Resultat | Resultat | Resultat | Resultat | Resultat | Plac. | Anmärkning |
| Nr | Bidrag            | Röster omgång 1 | Röster omgång 2 | 3–9      | 10–15    | 16–29    | 30–44    | 45–59    | 60–74    | 75+      | Tel.     | Summa    | Plac. | Anmärkning |
| -- | ----------------- | --------------- | --------------- | -------- | -------- | -------- | -------- | -------- | -------- | -------- | -------- | -------- | ----- | ---------- |
| 1  | Mer av dig        | 1 218 829       | 885 860         | 12       | 10       | 12       | 12       | 6        | 6        | 6        | 6        | 70       | 2     | Till final |
| 2  | One Day           | 880 868         | 578 144         | 2        | 6        | 7        | 6        | 10       | 12       | 12       | 8        | 63       | 4     | Till final |
| 3  | Diamonds          | 784 142         | 441 472         | 6        | 7        | 2        | 2        | 2        | 4        | 4        | 1        | 28       | 6     | Utröstad   |
| 4  | Now I Know        | 842 495         | 550 613         | 4        | 2        | 6        | 7        | 8        | 10       | 8        | 10       | 55       | 5     | Utröstad   |
| 5  | Raggen går        | 668 125         | 415 799         | 7        | 1        | 1        | 4        | 1        | 1        | 1        | 2        | 18       | 8     | Utröstad   |
| 6  | For the Show      | 683 230         | 423 494         | 1        | 4        | 4        | 1        | 4        | 2        | 2        | 4        | 22       | 7     | Utröstad   |
| 7  | Släpp alla sorger | 1 031 886       | 766 428         | 8        | 8        | 10       | 10       | 12       | 8        | 7        | 12       | 75       | 1     | Till final |
| 8  | Where Did You Go  | 1 072 433       | 834 807         | 10       | 12       | 8        | 8        | 7        | 7        | 10       | 7        | 69       | 3     | Till final |

#### Siffror
- Antal TV-tittare: 2 377 000
- SVT Play-tittare: 267 713
  - Varav antal röstande: 541 460
- Antal tittarröster: 12 078 625
- Summa pengar insamlad till Radiohjälpen: 485 868 kronor

## Final

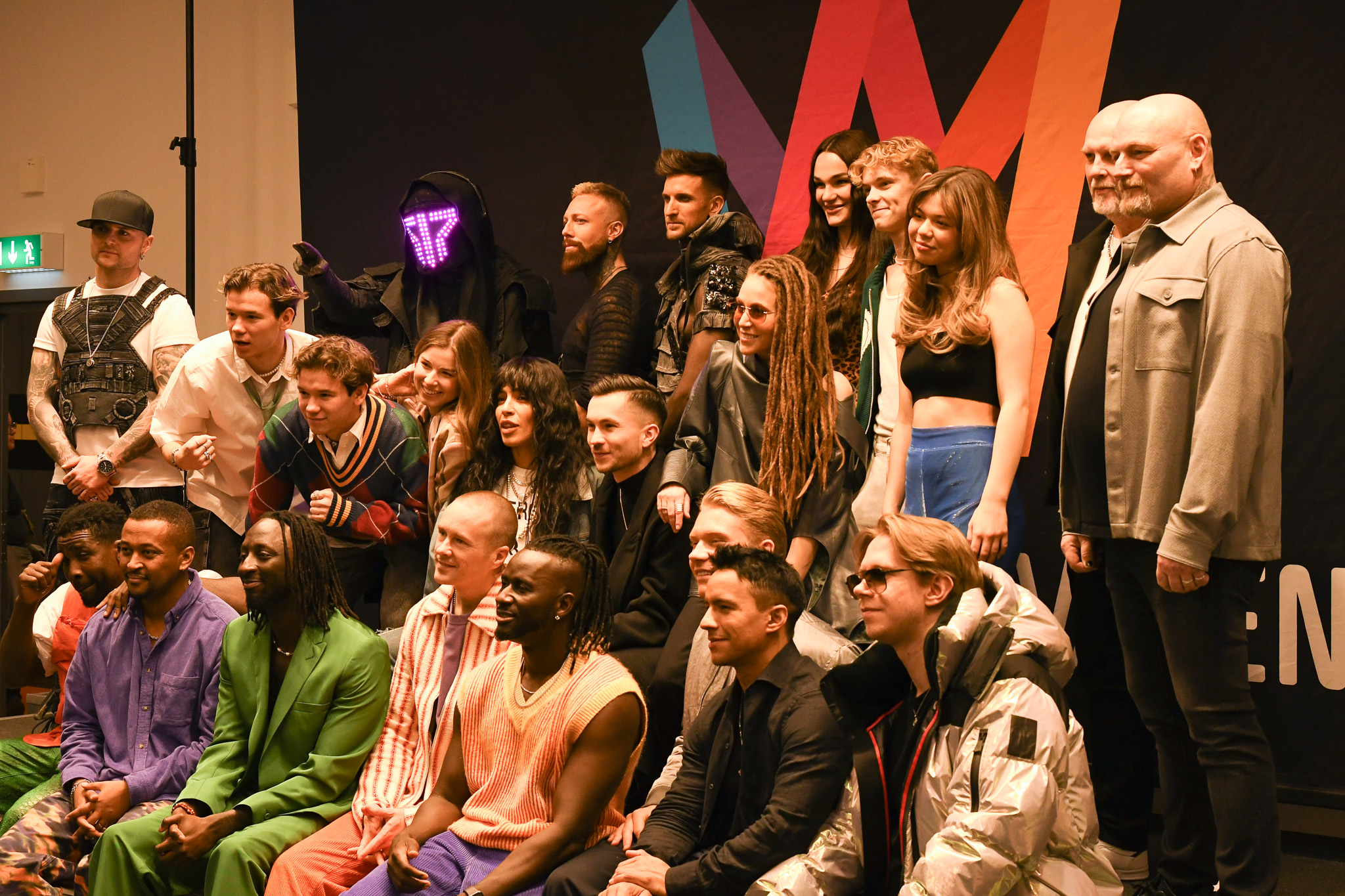
Deltagarna i finalen.

Finalen ägde rum i Friends Arena i Solna lördag 11 mars 2023.
| Nr | Artist                                           | Bidrag                  | Text och musik | Deltävl. |
| -- | ------------------------------------------------ | ----------------------- | --- | -------- |
| 1  | Jon Henrik Fjällgren, Arc North feat. Adam Woods | Where You Are (Sávežan) | Arc North, Calle Hellberg, Jon Henrik Fjällgren, Joy Deb, Oliver Belvelin, Richard Lästh, Tobias Lundgren, William Segerdahl | 1        |
| 2  | Tone Sekelius                                    | Rhythm of My Show       | Anderz Wrethov, Dino Medanhodzic, Jimmy "Joker" Thörnfeldt, Tone Sekelius                                                    | 1        |
| 3  | Mariette                                         | One Day                 | Jimmy Jansson, Thomas G:son, Mariette                                                                                        | SF (4)   |
| 4  | Marcus & Martinus                                | Air                     | Joy Deb, Linnea Deb, Marcus Gunnarsen, Martinus Gunnarsen, Jimmy "Joker" Thörnfeldt                                          | 3        |
| 5  | Panetoz                                          | On My Way               | Anders Wigelius, Daniel Nzinga, Jimmy Jansson, Nebeyu Baheru, Njol Badjie, Pa Modou Badjie, Robert Norberg                   | 2        |
| 6  | Maria Sur                                        | Never Give Up           | Anderz Wrethov, Laurell Barker                                                                                               | 2        |
| 7  | Smash Into Pieces                                | Six Feet Under          | Andreas Lindbergh, Benjamin Jennebo, Chris Adam, Jimmy "Joker" Thörnfeldt, Joy Deb, Linnea Deb, Per Bergquist                | 4        |
| 8  | Kiana                                            | Where Did You Go        | Jimmy "Joker" Thörnfeldt, Joy Deb, Linnea Deb                                                                                | SF (4)   |
| 9  | Nordman                                          | Släpp alla sorger       | Jimmy Jansson, Thomas G:son                                                                                                  | SF (3)   |
| 10 | Loreen                                           | Tattoo                  | Jimmy "Joker" Thörnfeldt, Jimmy Jansson, Loreen, Cazzi Opeia, Peter Boström, Thomas G:son                                    | 4        |
| 11 | Theoz                                            | Mer av dig              | Axel Schylström, Jakob Redtzer, Peter Boström, Thomas G:son                                                                  | SF (2)   |
| 12 | Paul Rey                                         | Royals                  | Dino Medanhodzic, Jimmy "Joker" Thörnfeldt, Liamoo, Paul Rey                                                                 | 3        |

### Resultat
| Nr | Bidrag                  | KRO | ÖST | LET | BEL | MLT | AUS | TYS | SPA | Jury- poäng | Tittarröster | 3-9 | 10-15 | 16-29 | 30-44 | 45-59 | 60-74 | 75+ | Telefon | Andel tittarröster | Tittar- poäng | Totalt | Plac. |
| -- | ----------------------- | --- | --- | --- | --- | --- | --- | --- | --- | ----------- | ------------ | --- | ----- | ----- | ----- | ----- | ----- | --- | ------- | ------------------ | ------------- | ------ | ----- |
| 1  | Where You Are (Sávežan) | 1   | 3   | 1   | 5   | 6   | 4   |     | 3   | 23          | 2 017 718    | 6   | 5     | 5     | 7     | 7     | 10    | 10  | 8       | 8,58%              | 58            | 81     | 4     |
| 2  | Rhythm of My Show       | 6   | 1   | 3   |     |     |     |     | 5   | 15          | 1 241 991    | 3   | 1     | 1     |       |       |       |     |         | 5,28%              | 5             | 20     | 12    |
| 3  | One Day                 | 2   | 7   | 7   | 3   | 5   | 2   | 3   | 6   | 35          | 1 194 378    |     |       |       | 1     | 3     | 6     | 4   | 2       | 5,08%              | 16            | 51     | 8     |
| 4  | Air                     | 7   | 8   | 8   | 10  | 10  | 10  | 10  | 8   | 71          | 2 565 958    | 10  | 10    | 10    | 8     | 8     | 7     | 7   | 7       | 10,91%             | 67            | 138    | 2     |
| 5  | On My Way               | 5   | 2   | 2   | 4   | 4   | 1   | 4   |     | 22          | 1 837 663    | 5   | 7     | 6     | 3     | 1     |       | 2   | 1       | 7,81%              | 25            | 47     | 10    |
| 6  | Never Give Up           |     |     |     | 2   |     | 6   | 1   | 1   | 10          | 1 786 719    | 4   | 6     | 2     | 2     | 4     | 5     | 8   | 6       | 7,60%              | 37            | 47     | 9     |
| 7  | Six Feet Under          | 3   | 6   | 6   | 6   | 7   | 8   | 7   | 10  | 53          | 2 431 405    | 8   | 4     | 8     | 10    | 10    | 8     | 1   | 10      | 10,34%             | 59            | 112    | 3     |
| 8  | Where Did You Go        |     | 4   | 10  |     | 3   | 5   | 8   | 7   | 37          | 1 841 580    | 7   | 8     | 3     | 4     | 5     | 3     | 6   | 3       | 7,83%              | 39            | 76     | 6     |
| 9  | Släpp alla sorger       | 4   |     |     | 1   | 1   |     | 2   |     | 8           | 1 854 602    | 2   | 2     | 7     | 5     | 6     | 4     | 5   | 5       | 7,88%              | 36            | 44     | 11    |
| 10 | Tattoo                  | 8   | 12  | 12  | 12  | 12  | 12  | 12  | 12  | 92          | 3 783 148    | 1   | 12    | 12    | 12    | 12    | 12    | 12  | 12      | 16,08%             | 85            | 177    | 1     |
| 11 | Mer av dig              | 12  | 5   | 5   | 7   | 2   | 3   | 6   | 2   | 42          | 1 915 643    | 12  | 3     | 4     | 6     | 2     | 2     | 3   | 4       | 8,14%              | 36            | 78     | 5     |
| 12 | Royals                  | 10  | 10  | 4   | 8   | 8   | 7   | 5   | 4   | 56          | 1 060 383    |     |       |       |       |       | 1     |     |         | 4,51%              | 1             | 57     | 7     |

### Siffror
- Antal TV-tittare: 3 483 000 (högsta tittarantal sedan 2013)
- SVT Play-tittare: 434 090
  - Varav antal röstande: 936 964
- Antal tittarröster: 23 521 188
- Summa pengar insamlad till Radiohjälpen: 1 584 404 kronor

## Statistik
- Totalt antal TV-tittare: 17 014 000 (-3% jämfört med förra året)[5]
- Totalt antal SVT Play-tittare: 1 891 050 (+26.8% jämfört med förra året[5]
- Totalt antal tittare: 18 905 050 (-0.7% jämfört med förra året)[5]

### Röstningsstatistik
- Totalt insamlat till Radiohjälpen: 3 726 034 kronor (-64,6% jämfört med förra året)[6]
- Totalt antal röster: 75 015 951 röster[6]
- Totalt antal röstande: 3 585 687 enheter (+2% jämfört med förra året)[5]
- Skillnad från 2022: +17 520 384 (+23,4%) röster